# ナンバーワン戦隊ゴジュウジャー
『ナンバーワン戦隊ゴジュウジャー』（ナンバーワンセンタイゴジュウジャー、欧文表記：No.1 SENTAI GOZYUGER）は、2025年2月16日よりテレビ朝日系列で、毎週日曜9時30分 - 10時00分（JST）に放送されている、東映制作の特撮テレビドラマ、および作中で主人公たちが変身するヒーローの名称。
キャッチコピーは「最強は5人もいらねぇ！」。

## 概要
スーパー戦隊シリーズ第49作目および50周年記念作品。本作品のモチーフは子どもたちに圧倒的な人気を誇る動物や恐竜などの「獣」で、主人公ヒーローである「ゴジュウジャー」と悪の組織「ブライダン」、そして「ユニバース戦士」と呼ばれる歴代の戦隊レッド戦士との間で繰り広げられる、「センタイリング」を巡っての「ナンバーワン対決」が描かれる。

## あらすじ
歴代のスーパー戦隊のロボットたちが戦ったユニバース大戦。突如現れた厄災にロボットたちは最後の力を振り絞って大戦の渦中に降り立った伝説の巨神・テガソードの指輪にすべての力を与えて闇を払うと同時に眠りにつき、その結果その場は「ロボの墓場」と呼ばれるようになり、最後の巨人であるテガソードは救世主の到来を願って自らの力を無数の指輪に分割して飛ばし、眠りについた。
何かとすぐクビになる青年・遠野吠ははぐれアルバイターとして生活していた。ある日、悪の軍団ブライダンが人間界に侵攻して街で暴れ始める。その目的はなんでも願いが叶う「破滅の指輪」を手に入れることだった。ブライダンの攻撃によって異空間に吹き飛ばされた吠は指輪を見つけ、「指輪がもたらすあらゆる戦いで、頂点を目指せ」という謎の声を聞く。叶えたい願いがなかった吠だったが、その謎の声の正体であるテガソードに諭されたことから「ナンバーワンになる」ベく指輪の契約をし、百夜陸王、暴神竜儀、猛原禽次郎、一河角乃とともにナンバーワン戦隊ゴジュウジャーを結成し、ブライダンに立ち向かう。
そして、それは銀のテガソードと歴代のスーパー戦隊のセンタイリングを持つユニバース戦士との新時代のナンバーワンを決める指輪争奪戦の始まりなのであった。

## 登場人物

### ナンバーワン戦隊ゴジュウジャー
自身の願いを叶えるために巨神テガソードと「指輪の契約」を交わし、獣のセンタイリングと金のテガソードを与えられた5人の指輪の戦士たち。テガソードと一体になれることが可能で、5つの色を持つ現存する唯一の戦隊とされている。メンバーは全員何らかの事情によりはぐれ者となった人間で構成されており、5人はお互いがすべてのセンタイリングを集める戦いをするライバル関係にあるが、時に利害が一致すれば共に戦う良き仲間の関係でもある。
名乗りは「我らナンバーワン戦隊ゴジュウジャー！」。
- 最初期案では「最強戦隊」という戦隊名であった[6]。
- マスクはアップ用・アクション用がメンバーごとに用意されており、アップ用は黒いバイザーの下部分が視界となっている[7]。マスクは正面から獣の顔を捉えたイメージで構成されており、バイザーが正面から後頭部にかけて頭を一周しており、そのまま各々のセンタイリングを頭に着けているようにも見えるようなスタイリングとなっている[7]。ボディーはベーススーツの上にアーマーをベルクロで貼り付けて固定していく方式で、アーマーは背中と両肩が繋がったパーツ、両前腕のパーツ、胸部の円形パーツ、スネのパーツ、靴とベルトという構成となっており、従来のタイツのみやアーマーを着込む方式とは一味異なる構成が採用されている[7]。

遠野 吠（）
家族と友達がいないはぐれアルバイター。20歳。禽次郎からは「吠っち」、真白からは「二代目」と呼ばれている。
無愛想で口が悪く、腕っ節だけは強い乱暴者。愛想のない振る舞いで何度もアルバイトをクビになっており、常に金欠状態。家賃は滞納し、空腹をしのぐために花の蜜を吸うなど困窮した生活を送っている。周りから近寄りがたいと思われているが、根は素直で子どもにも優しい。
幼少期にノーワンワールドに迷い込み、嶺からノーワンにならないように「願いを持ってはダメ。心を殺して。これ以上傷つかないために」と言われた経緯により、上記のような性格の形成に至った。そのため叶えたい願いを持っていないが、元アルバイト先の同僚である堤なつめを救うためにテガソードと契約し、そのテガソードに諭されたことから「ナンバーワンになる」という願いを叶えるためにゴジュウジャーとして戦うことになる。
ゴジュウウルフ
遠野吠がエンゲージする狼の戦士。パーソナルカラーはレッド。遠吠えを戦闘前にするのがルーティン。犬のように鋭いナンバーワン嗅覚を持ち、匂いを嗅ぎつけた敵を右手のテガソードで切り裂く狼の如く荒々しく戦う。ライジングレッドウルフとフィニッシュフィンガーウルフが必殺技。
- スーツアクターには浅井宏輔が起用されているが、これは本作品の準備期間に浅井が演じた冥黒王ジェルマン（『仮面ライダーガッチャード』）の芝居を評価されてのことであり、ゴジュウジャーのスーツアクターの人選にあたっても、松浦がアクション監督の福沢博文に対して唯一要望したのがレッド役としての浅井の参加であったという。演技については、制作側から「一度も膝をつかないくらい強いヒーロー」であることが求められた一方で、吠という人物がそこまでオラオラ系のキャラクターでもないこと、またアクションにおいてもオオカミっぽい這うような表現が求められることから、キャラクターのあり方をどうするかについての悩みもあったという。

ワイルドゴジュウウルフ
ゴジュウウルフがワイルドゴジュウウルフリングでワイルドパワーアップした姿。敵をスコープで狙いを定めて一閃するフィニッシュフィンガーやオルカブースター5050を用いた危羅吠ショット（）が得意技。
- 当初は満月を見て強化する「フルムーンゴジュウウルフ」というものが考えられ、胸部中央が月のような金色になっているのはその名残であるという。

百夜 陸王（）
カリスマ性に満ちた元スーパーアイドル。25歳。老若男女問わず優しい人たらしで、人を操ることが得意な策士。禽次郎からは「ちゃんりく」と呼ばれている。
灰色の眼でアイドル活動をしていたが、とある事件をきっかけに事務所を追い出されてはぐれ者となり、トップアイドルに返り咲く願いを持つ。
ゴジュウレオン
百夜陸王がエンゲージするライオンの戦士。パーソナルカラーはブルー。微かな音や遠くの音を聞き分けるナンバーワン聴力を備え、レオンバスター50を用いた高速連射を得意とする。フィニッシュフィンガーレオンが必殺技。

暴神 竜儀（）
テガソードに仕えることが最高の幸せであると思っているテガソード信奉者。30歳。センスが凡人とは少しズレており、マイペースであることから変わり者と思われている。佐織に代わって「半世紀」の店長となったことで、「テガソードの里」にリニューアルさせた。禽次郎からは「竜てゃ」と呼ばれている。グランドピアノを軽々と担げるほどの常軌を逸した怪力の持ち主。
天才医師を輩出してきた名門・暴神家の跡取りで、厳格に抑圧された生活を送っていたが、偶然目にした本でテガソードの存在を知って光明を見出し、家を飛び出して信仰の道に走ったことで家族からはぐれ者となる。
ゴジュウティラノ
暴神竜儀がエンゲージするティラノサウルスの戦士。パーソナルカラーはイエロー。巨大な木や大きな岩でも軽々と持ち上げられるナンバーワン怪力で戦い、ティラノハンマー50を振るう。フィニッシュフィンガーティラノが必殺技。

猛原 禽次郎（）
フットワークが誰よりも軽いパリピの高校2年生。家族と疎遠になったはぐれ者だが、あまり気にしていない。とても根は真面目だが、自分を変えるためにパーリーピーポーになろうと日々を送っている。竜儀を除く男性メンバーからは「禽ちゃん」、角乃からは「禽じい」と呼ばれている。
本名は猛原 譲二（）であり、その実態は家族持ちの87歳の老人。座右の銘は「質実剛健」で、真面目で堅物な性格で自分にも他人にも厳しく律する人生を送ってきたが、自由に青春を謳歌する人を羨ましく感じており、妻である猛原 房子（）の「思うがままに生きてほしい」という遺言に従ってパーリーピーポーを目指し、もう1度青春を謳歌するべくテガソードと契約。「元の体では戦士として戦うことが困難」と判断されたテガソードの恩恵によって、高校2年生の容姿に若返った。そして、南場第一高等学校に転入するが、孫の猛原 太志（）がクラスにいたことから、「禽次郎」と偽名を名乗った。このように、家族に対して素性を隠さねばならない立場に置かれている他、体内の卵料理の成分が不足していると元の体に戻ってしまうという弊害も抱えている。
- 当初のキャラクター設定は、ものすごい平和主義者で、はぐれ者揃いの他のメンバーがそっぽを向いていることから、それを力ずくで仲良くさせるというキャラであったが、5人の設定を考案する際にプロデューサーの松浦が、『パーマン』に登場するパーマン2号がチンパンジーであるという設定に触れつつ、脚本の井上に対してもっと自由に考えてみませんかと伝えた結果、「87歳の老人が高校生に若返った」という形になった。
- 「〜っこ」という口調は、脚本の井上がプロデューサーの松浦の口癖からとったものである。

ゴジュウイーグル
猛原禽次郎がエンゲージするイーグルの戦士。パーソナルカラーはグリーン。飛行能力を持ち、はっきりとどんな遠くのものも見ることが可能なナンバーワン視力で見通し、必殺の矢をイーグルシューター50から放つ。フィニッシュフィンガーイーグルが必殺技。
- シリーズとしては久々となるグリーン戦士の登場は、バンダイ側からの提案によるもので、『王様戦隊キングオージャー』（2023年 - 2024年）のように毎回グリーンバックを使って撮影する番組ではないことから、久々に出てきてもらうのもいいかなと東映側からの了解も得られたという。

一河 角乃（）
愛嬌とクールな一面を使い分けるハイクラスラグジュアリー名探偵。23歳。探偵業の時とは違い、本来は家族を大切に思う世話好きであり、普段は家族を養うために弁当屋でアルバイトをしている。総理大臣である熱海常夏のプライベート・アイを務める。禽次郎からは「角ぽよ」と呼ばれている。
警察官を目指して警官学校に通っていたが、8年前に妹の緒乙が「灰色の眼の男」によって誘拐され、その事件をきっかけに同僚たちから疎外されてはぐれ者となり、独自の捜査を続けるために探偵となって、妹の奪回および誘拐犯への復讐を目的に生きるようになる。
- 脚本の井上は、「港区女子」というキャラクターイメージであったといい、たまに愛嬌も使う普段はクールなイメージであったが、普段から可愛いのがデフォルトとなった。当初は女子高生という設定であった。

ゴジュウユニコーン
一河角乃がエンゲージするユニコーンの戦士。パーソナルカラーはブラック。手で触れた相手の意思を読み取るナンバーワンエスパー能力を駆使し、敵をユニコーンドリル50による急所突きで粉砕する冷静沈着なファイトスタイルを得意とする。フィニッシュフィンガーユニコーンが必殺技。
- スーパー戦隊シリーズのレギュラー戦士では初の女性ブラックとなっている。
- ゴジュウユニコーンだけが腰のアーマーが独立した造形となっており、ベルトに接続されていることからスカートのように可動する。

熊手 真白（）
世界を救い直しにやってきた、神をも恐れぬ世直し人。26歳、あるいは1万26歳。日々大金を稼ぎながら、「ゴッドネス熊手」と名乗って世直しをしている。元ゴジュウウルフの指輪の契約者であり、前回の指輪争奪戦の勝者であったが、テガソードに代わって自分が神となり、世界を救うという願いのために、ナンバーワンを目指す。禽次郎からは「クマたん」と呼ばれている。
ユニバース大戦の最中に時空の狭間に巻き込まれて1万年間ロボの墓場で石化していたが、グーデバーンによって石化を解かれ眠りから覚めた。
ゴジュウポーラー
熊手真白がエンゲージするシロクマの戦士。パーソナルカラーはホワイト。無機物へ一度限り命を与える能力を持つ。氷のように鋭いパンチなど、ボクシングを基盤としたファイトスタイルを得意とする。フィニッシュナックルが必殺技。
- 肩アーマーは他の5人と構造は同様のものだが、デザインは特有のものとなっている。背中と両肩のアーマーで1パーツになっており、アンダースーツにベルクロで貼り付けて装着する。靴は他の5人とは大きく異なり、スネのアーマーをスーツに貼り付けている他の5人と異なり、ポーラーはぐるりと脚を覆うアーマーとブーツタイプの靴を纏っている。ガウン着用の際は、専用の肩アーマーに差し替え、肩にかける際の肩アーマーも用意されている。

### ゴジュウジャーの関係者
飯島 佐織（）
吠が住む家の管理人で、喫茶「半世紀」のオーナー。「テガソードの里」に店をリニューアルしてからは、竜儀にプロデュースを任せている。
吠がアルバイトをクビになっていることを把握しており、家賃を滞納しないように釘を刺している。

飯島 碧（）
佐織の息子。よく吠とじゃれている。

高梨 嶺（）
幼少期の吠がノーワンワールドに迷い込んだ際に親しくなった女性。吠に対しノーワンに取り込まれないために「願いを持ってはだめ」と言い聞かせていたが、後に行方不明となる。
その後時を経て人間界で成長した吠と再会し、吠とのデートを楽しむが、吠の目の前でリングハンター・ガリュードにより狙撃される。
実際にはノーワンワールドにて命を落としており、クオンにより一時的に蘇生させられていたが、生前の自身の言動を後悔しており、吠に願いを見つけて欲しいと伝え、消滅した。

具島 玲（）
陸王がアイドルとして駆け出しだったころからの憧れの存在であった男性。右腕には過去に陸王を庇って負傷した傷跡がある。
その正体は角乃の妹・緒乙を誘拐した灰色の眼の男であった。緒乙がシンケンジャーのユニバース指輪によって意識を回復したことに注目し、自らの命と人生を取り戻すためにその仕組みを解明しようとする。

### ユニバース戦士
ゴジュウジャーと同様に巨神テガソードと指輪の契約を交わした、銀のテガソードとユニバース指輪を持つ戦士で、全員が赤色のパーソナルカラーとなっている。ユニバース戦士としての登場を経ずに、他の戦士が所有する形で劇中初登場するユニバース指輪も存在する。
堤 なつめ（）
第1・2話に登場。吠のコンビニエンスストアでの元アルバイト仲間であるユニバース戦士。バンド界ナンバーワンを目指しており、吠と一度は戦うが、再戦を密かに誓いながら彼の前から姿を消した。
- 当初は変身する予定のない、吠というとんでもない人物に対する視聴者目線のキャラクターであったといい、第1話も最初のシナリオでは吠の話を丁寧に描いていたが、白倉伸一郎から普通と言われたため、なつめを急遽変身させることとなった。松浦は、なつめという人物が前述したように視聴者と同じリアクションを取れる立ち位置であることを考えていくうちに、彼が最初のライバルになるのは面白いのではないかという発想に至ったといい、そこからさらに押し進めて、前年の『ブンブンジャー』にて主人公であった井内をキャスティングするとともに、それを彼が演じていたブンレッド以外に変身させるという仕掛けを思いついたという。

クワガタオージャー
堤なつめがエンゲージする戦士。「硬化（ソリッド）」の能力で、甲虫のように左肩のオーサマントを固くして戦闘することが可能。

熱海 常夏（）
第3 - 6話・劇場版に登場。日本キビダンゴ党に所属する、史上最年少の超カリスマ総理大臣であるユニバース戦士。支持率5,000パーセント以上の人気を誇る。総理を辞任してブライダン側に就き、常夏冒険城での吠との指輪争奪戦に敗北して脱落するが、彼とはベストフレンドナンバーワンとなり、自身の願いであった「最愛の友」を得る。
- キャラクター造形はスタッフみんなで必死に考えた末、最終的に松岡修造をモデルにしてみたらどうかとの話が持ち上がり、そこから熱血な漢というイメージが、脚本の井上の中でハマったらしいと松浦が明かしている。また芝高の側からも、『ドンブラザーズ』のエッセンスとしてこういうものを取り入れて欲しいとの旨を脚本の井上に伝えており、井上なりに『ドンブラザーズ』を再構築してもらった結果とんでもないものが出来上がったと語っている。
- 演者である七瀬の起用は、テレビ朝日側プロデューサーの芝高啓介が推していたもので、常夏という役柄が二面性があり、なおかつゴジュウジャーの前に立ちはだかるライバルでもあることから、過去に『ウルトラマンタイガ』（2019年、テレビ東京系列、円谷プロダクション制作）にて敵役を演じた経験を持つ七瀬の胸を借りられれば、との思いがあったという。

ドンモモタロウ
熱海常夏がエンゲージする戦士。「召喚（サモン）」の能力で、折り紙製のイヌ、サル、キジのお供たちを次々とけしかけて戦闘することが可能。ザングラソードを用いた一人桃千・ポジティブシャワー（）が必殺技。

桜庭（）
第4話に登場。凄腕の検事であるユニバース戦士。検事界ナンバーワンになることを願い、角乃からセンタイリングを奪おうとするが、常夏との指輪争奪戦に敗れて脱落する。
リュウソウレッド
桜庭がエンゲージする戦士。能力を発揮する前に敗れてしまう。

往歳 巡（）
第7・8・10話に登場。ユニバース大戦とその鍵となるスーパー戦隊を研究する戦隊考古学を大学で教える教授であるユニバース戦士。戦隊のあるべき姿を吠たちに指導し、ときめきノーワンを始めとしたブライダンをゴジュウジャーたちと倒すが、いきなり背後からリングハンター・ガリュードに撃たれてセンタイリングを奪われて指輪争奪戦から脱落する。ノーワンワールドへと連れ去られ、テガジューンに洗脳されてゴジュウジャーにブラック大獣神で襲い掛かるが、5体のテガソードたちの連続攻撃を受けて救出された。洗脳が解け、ゴジュウジャーたちを戦隊と認めて激励し、真の戦隊を見たいという願いを叶えて去っていった。
- キャラクターイメージは「和製インディ・ジョーンズ」で、衣装にもそのイメージが取り入れられている。

ティラノレンジャー
往歳巡がエンゲージする戦士。「復元（リゲイン）」の能力で、ユニバース大戦で滅びたはずの伝説の守護神であるユニバースロボ・大獣神をダイノバックラーを通じて復元させた。

アカニンジャー・ゴセイレッド・スペードエース
第8話に登場。いずれも変身後の姿のみの登場で、リングハンター・ガリュードと戦うが、能力を発揮する前に敗れてユニバース指輪を奪われる。

等々力 凱亜（）
第11・12話に登場。さすらいの野獣遣いであるユニバース戦士。元は動物保護官であったが、獣医として希少動物を守る活動をしていた婚約者の瑠菜がある山奥で絶滅したニホンオオカミの調査中に崖から転落して亡くなり、瀕死状態の彼女を奪った1本角の獣・鬼ノーワンを探すため、さすらっているという。だが、本来の願いは、野獣から解放された瑠菜とともに死ぬことであった。鬼ノーワンとなった瑠菜を鎮めるためにガオキングに搭乗して、テガソードブルーデカクロウに搭乗する陸王とともに戦った。最後はガオレンジャーリングと野獣遣いナンバーワンの称号を瑠菜の歌を歌うことができる陸王に託し、指輪争奪戦から退いた。
ガオレッド
等々力凱亜がエンゲージする戦士。「一獣一奏（いちじゅういっそう）」の能力で、奏でた楽器に対応する獣を自在に操ることが可能。

川島（）
第11話に登場。百夜陸王被害者の会であるユニバース戦士。リクオニストとなった彼女のハルカに振られたことで、陸王に恨みを晴らすため岩下とともに襲い掛かるが返り討ちに遭い、指輪争奪戦に敗れて脱落し、ユニバース指輪を奪われる。
バルイーグル
川島がエンゲージする戦士。能力を発揮する前に敗れてしまう。

岩下（）
第11話に登場。百夜陸王被害者の会であるユニバース戦士。リクオニストとなった彼女のマキが散財で結婚資金をなくしたことで、陸王に恨みを晴らすため川島とともに襲い掛かるが返り討ちに遭い、指輪争奪戦に敗れて脱落し、ユニバース指輪を奪われる。
ジュウオウイーグル
岩下がエンゲージする戦士。能力を発揮する前に敗れてしまう。

家守 召子（）
第13・14話に登場。暴神家の家政婦百人衆の頂点に立つスーパー家政婦であるユニバース戦士。暴神家に竜儀を連れ戻したいことを願い、竜儀の身の安全を守るために戦った。指輪の力が暴走して暴走レッドレーサーとなるが、信じる心ナンバーワンのゴジュウティラノの攻撃で正気に戻り、カーレンジャーリングを竜儀に託して指輪争奪戦から退いた。
レッドレーサー
家守召子がエンゲージする戦士。「一時停止（ストップ）」の能力で、周囲にいる者の動きを安全ホイッスルを吹いて一時的に停止させることが可能である。
- フィギュアが出ないことから女性がエンゲージすることとなった。

暴走レッドレーサー
レッドレーサーが指輪の力が暴走したことで変貌した戦士。街をクギマジックバットで武装しながら暴走した。ゴジュウティラノの攻撃を受けたことで正気に戻った。

一河 緒乙（）
第20・21話に登場。角乃の妹で、カリスマギャル「烈火のギャル姫おとぷん」であるユニバース戦士。幼少期に事故に遭っており、目が覚めなかったが、シンケンジャーのユニバース指輪を手にしたことで目覚めたといい、指輪がなければ再度眠りについてしまうという。だが、指輪をファイヤキャンドルに奪われたことで昏睡状態に陥り、灰色の眼の男に連れ去られたことで指輪争奪戦から退いた。
シンケンレッド
一河緒乙がエンゲージする戦士。「塗装（ペイント）」の能力で、相手にショドウフォンで塗った色に応じた状態異常を与えることが可能である。だが、指輪を奪ったファイヤキャンドルが後にエンゲージする。

鳥飼 翔（）
第22話に登場。フライドチキンをキッチンカーで売っている男であるユニバース戦士。ファイヤキャンドルの襲撃に遭い、レッドバスターにエンゲージして戦うも、ファイヤキャンドルがエンゲージしたシンケンレッドの攻撃を受け、ゴーバスターズのユニバース指輪を奪われたことで指輪争奪戦から退いた。
レッドバスター
鳥飼翔がエンゲージする戦士。「超加速（ラピッド）」の能力で、戦う。

晴渡 一輝（）
第24・25話に登場。月夜市立慧海学園高等学校の生徒会長で学園ポリス「GSPO（Gakuen Seitokai Police Organization）」リーダーであるユニバース戦士。学園ポリスとして青春ノーワンに洗脳されていたが、洗脳が解かれてからは事件の黒幕であったド根性ノーワンとルパンレッドとともに戦った。学園の平和を守る願いを叶え、指輪争奪戦から退いた。
パトレン1号
晴渡一輝がエンゲージする戦士。「防御（シールド）」の能力で、身をあらゆる攻撃から守る。
スーパーパトレン1号
パトレン1号がオルカブースター5050の力で強化した姿。

晩堂 深也（）
第24・25話に登場。慧海学園の用務員であるユニバース戦士。元は学園の校長であったが、学園が襲撃され、逃げ出した際に娘の美月と学園の平和を取り戻すことを願い、指輪の契約を交わした。青春ノーワンに洗脳された慧海学園の生徒たちを、ゴーカイジャーのユニバース指輪の力でレンジャーキーに変換して人知れず救出していた。事件の黒幕であったド根性ノーワンをパトレン1号とともに倒し、美月を取り戻し、願いを叶えて指輪争奪戦から退いた。
ルパンレッド
晩堂深也がエンゲージする戦士。「解除（リリース）」の能力で、人々の洗脳をダイヤルファイターをかざすことで解除する。
スーパールパンレッド
ルパンレッドがオルカブースター5050の力で強化した姿。

## 指輪の戦士たちの装備・戦力

### 共通装備
センタイリング
テガソードが自らの力を無数に分けた指輪。すべての指輪を集めて巨神テガソードとナンバーワンになる指輪の契約を結ぶことで、願いがなんでも叶うという。
指輪と契約した者には特別な能力が与えられる副作用がある。ブライダンからは「破滅の指輪」と呼ばれており、契約していない者がはめると消滅する。
ユニバース戦士のセンタイリング・ユニバース指輪（）は、金色の外枠を回転させることで図柄を変えて使用する。ゴジュウポーラーが使うユニバース指輪は俺様リング（）と呼ばれ、外枠がアイスブルーとなっており、中の絵柄も異なるものとなる。
本来はテガソードとの契約をすることで指輪の戦士にエンゲージするが、センタイリングに選ばれれば契約なしでもエンゲージすることができる。
- 当初、ユニバース指輪もゴジュウジャーのリングと同様に、ヒーローの面をそのまま取り入れるパターンが考案されていたものの、同様のコンセプトであったウィザードリング（『仮面ライダーウィザード』）との被りを考慮し、回転させる前はヒントとなるその番組特有の具象のみが描かれ、回転させることでレッドの姿が出てくるという、「クイズリング」とされている。これは各戦隊のファンに印象的な場面を思い返してもらえるような、思い出の入った指輪にしたかったという制作サイドの意図が込められているという。
- 玩具と同サイズのものを使用しており、アップ用モデルのテガソードにセットすることも可能。

ツメガバックル
センタイリングを収納するバックル。
- アップシーンで用いるポリ製の可動モデルが存在する。

### ゴジュウジャーの装備・戦力
- 個別武器はアップ・アクション兼用のものが用意されており、CG合成で可動ギミックなどが表現される[7]。

金のテガソード
ゴジュウジャーにエンゲージするための右手型ガントレッドソード。巨神テガソードの力を宿し、それを忠実に象った自らの意思を持つ神のような存在であり、ゴジュウジャーと契約を結んでいる。
- 早い段階でリングは決まっており、リングを何にセットするという話になったことで、「手」ということとなり、プレイバリューや武器の魅力を付加したものにするため、剣を付けることとなった。「ハンドキング」という名称の候補もある中で、若手が言い出した「テガソード」が採用された。
- アップ用は変身前・変身後のキャストともに同様のプロップを用いている。ウレタン製のアクション用、ブレードの展開やアウェイキング時の変形が可能な可動プロップが存在する。

変身
「エンゲージ！」の掛け声とともにセンタイリングを金のテガソードにセットして、「クラップユアハンズ！」の音声の後に、顔の左横でクラップを2回、顔の右横でクラップを1回、大きな円を前で描き、腰の右横でクラップを2回、頭上に円を描くようにターンして頭上でクラップを1回した後にトリガーを押すことでゴジュウジャーに変身する。大きな円を前で描き、特定のポーズを取ることで短縮変身も可能。
ユニバース指輪を金のテガソードにセットして、「センタイリング！」の音声の後に、顔の左横でクラップを2回、顔の右横でクラップを1回、大きな円を前で描き、腰の右横でクラップを2回、頭上に円を描くようにターンして頭上でクラップを1回した後にトリガーを押すことでユニバース戦士に変身する。テガソードと胸部アーマー、腰のツメガバックルがゴジュウジャーと同様になっている。特定のポーズを取ることで短縮変身も可能。
武器召喚
テガソードのセンタイリングを金のテガソードにセットして、顔の左横でクラップを2回、顔の右横でクラップを1回した後にトリガーを押すことで個人武器を召喚する。
変形
金のテガソードの人差し指と薬指を引き上げることで、「アウェイキング！」の音声の後に、巨神テガソードのコクピットスペース内でゴジュウジャーへの変身が解除されてバトルウェアとなり、「リングイン！」の掛け声とともに巨神テガソードの頭部となるコクピットスペース内に転送され、「人神一体！」の掛け声とともにロボット形態に変形させた金のテガソードをコクピットに置いて融合させることで、巨神テガソードへの変形が完了となる。
必殺技
トリガーを長押しすることで発動する。また、巨神テガソードのコクピットスペース内でロボット形態に変形させた金のテガソードのトリガーを長押しすることで、巨神テガソードの必殺技が発動する。

ウルフデカリバー50（）
センタイリング テガソードレッドで召喚されるゴジュウウルフ専用のオオカミ型剣。

レオンバスター50（）
センタイリング テガソードブルーで召喚されるゴジュウレオン専用のライオン型銃。弾丸を毎秒50発放つ。

ティラノハンマー50（）
センタイリング テガソードイエローで召喚されるゴジュウティラノ専用のティラノサウルス型ハンマー。

イーグルシューター50（）
センタイリング テガソードグリーンで召喚されるゴジュウイーグル専用のイーグル型弓矢。
- CGで矢を放つギミックなどが表現される。

ユニコーンドリル50（）
センタイリング テガソードブラックで召喚されるゴジュウユニコーン専用のユニコーン型ドリル。

### ゴジュウポーラーの装備・戦力
グーデバーン
ゴジュウポーラーにエンゲージするための右手型ガントレッドグローブ。巨神グーデバーンの力を宿している。
- 撮影用プロップはアクション用とアウェイキング時の分割ギミックがある変身前のキャストと共用のアップ用プロップがある。

変身
「エンゲージ！」の掛け声とともにゴジュウポーラーのセンタイリングをグーデバーンにセットして、待機音が流れた後、拳先のボタンを押すことでゴジュウポーラーに変身する。
変形
グーデバーンの上半身と下半身を分離させることで、「アウェイキング！」の音声の後に、巨神グーデバーンのコクピットスペース内でゴジュウポーラーへの変身が解除されてバトルウェアとなり、「リングイン！」の掛け声とともに巨神グーデバーンの頭部となるコクピットスペース内に転送され、「人神一体！」の掛け声とともにロボット形態に変形させたグーデバーンをコクピットに置いて融合させることで、巨神グーデバーンへの変形が完了となる。
必殺技
拳先のボタンを長押しすることで発動する。

ベアックマ50（）
ゴジュウポーラーの相棒であるシロクマメカ。「ベアックマ」が愛称。真白とともにいたクマの玩具をもとにゴジュウポーラーの指輪の能力で生み出した。銃撃を口内から連射したり、マイナス50度の冷凍光線を発射する。おしゃべりな悪魔の取立人であり、ゴジュウポーラーの世直し・手助け料を請求書を発行して徴収する。

### ワイルドゴジュウウルフの装備・戦力
センタイリング ワイルドゴジュウウルフ
ゴジュウウルフ専用の特別なセンタイリングで、金のテガソードにセットすることでワイルドゴジュウウルフにワイルドパワーアップする。オルカブースター5050と融合したゴジュウウルフの体を覆ったエネルギーの中から登場した。
- 本作品の第1・2話を見たデザイナーが吠の「お前は俺の獲物だ」のポーズを逆輸入し、『名探偵コナン』で江戸川コナンが使用する「腕時計型麻酔銃」のようなイメージで、指輪にターゲットサイトを入れることとなった。

変身
ワイルドゴジュウウルフのセンタイリングのボタンを押して変形させ、金のテガソードにセットすることで、「ワイルドパワーアップ！」の変身音が流れ、ワイルドゴジュウウルフに変身する。
必殺技
リングのスコープを展開させて、金のテガソードのトリガーを長押しすることで発動する。

オルカブースター5050（）
ワイルドゴジュウウルフ専用のシャチ型銃。高圧水流弾を毎秒5,050リットル発射できるほか、使用者の願いの力をブーストさせて強化、オルカブースター5050（巨大）を召喚してテガソードアカツキへの合体も可能。前回の指輪争奪戦でテガソードが生み出したものの、制御不能レベルの力を有していたため、海底に長らく封印されていた。
- 和風のロボと決まったことで、デザインに火縄銃（短筒）を落とし込んでいる。どうやって剣を収納するかという話になり、収納された剣の柄が銃口になるものとなった。本作品に登場する動物は、モチーフを最強生物で統一しているため、「海の狼」と呼ばれているシャチとなった。

変身
トリガーを長押しすることで「オルカブースト！」の音声とともに強化変身する。
必殺技
撃鉄を引いてトリガーを長押しすることで発動する。

### ユニバース戦士の装備・戦力
銀のテガソード
ユニバース戦士にエンゲージするための右手型ガントレッドソード。巨神テガソードの力を宿している。
- 第1話の初稿では、ゴジュウジャーと同様に金色であったが、バンダイとの打ち合わせの中で、メインの5人は選ばれた特別な戦士にしたいと提案し、テガソードという存在の価値を高めるという松浦の考えとも一致したため、銀色となった。

変身
「エンゲージ！」の掛け声とともにユニバース指輪を銀のテガソードにセットして、「センタイリング！」の音声の後に、各々の特定のポーズでクラップした後にトリガーを押すことでユニバース戦士に変身する。
必殺技
トリガーを長押しすることで発動する。

### 巨神テガソード
ユニバース大戦の渦中に時空の狭間で降り立って最大の邪悪を封じて世界を救った神のような存在である伝説の巨神。普段は人知れず巨大な右手の形をして存在している。ユニバース大戦の勝者となった後、その力を無数の指輪に分割したことで、ゴジュウジャーを始めとした指輪に選ばれた人間たちと「指輪の契約」を結び、彼らを「ナンバーワン」になるよう導き、「指輪争奪戦」を主催する。
前述したプロセスを経て巨神としての姿を現すテガソードは、ゴジュウジャーのメンバーのリングと個人武器と合体することにより、パイロットの特色に合わせた他形態とファイトスタイルにフォームチェンジし、コクピットスペース内でバトルウェア姿となった指輪の戦士と、巨神テガソードを象ったものである彼ら自身のテガソードを融合=人神一体することで、意識をリンクさせる。
- ネーミングはバンダイ側によるもので、「手がソード」そして「メガゾード[注釈 3]」にもかかったものとなっている[34]。
- テガソードが「巨神」と呼ばれるような神秘的な存在として描写されたのは、メインライターの井上のアイディアによるものであるという[34]。井上自身はいわゆるロボットものからは縁遠い人生を送ってきたものの、松浦はこれを「どうしたらロボに縁遠い視聴者に、ロボットものを観たいと思わせられるか」という視点を、当事者たる井上とともに考えることができるチャンスであると捉え、「どういうロボットものなら観たいか」という発想で話していく中で、「神々しいロボ、神のような存在」という案が出てくるに至った[34]。また、「素面でロボットに乗り込む」という点もやはり井上の「なんでロボットに乗るのに変身しているのか」という素朴な疑問に由来したものであり、本来ロボットものにおいて一番大事なはずの、そしてただ技名を叫ぶ場ではなく人の思いが乗る場である、コックピットのシーンへの眼差しがスーパー戦隊では少し足りなかったのかも知れない、だからコックピットにより心を注ぐことで、より色々な人がロボに興味を持ってくれるのではと思ってこの試みを採用したと、松浦は振り返っている[34]。また、「ロボット好きではない人も見たくなるロボットものとはなんだろう？」と考える中で、実際にあんなに大きいものがあったら、戦闘以外でも用いられるという発想から、第2話ではスコップのように使っている[10]。
- 「巨大な手」という巨神テガソードのコンセプトに対し、特撮監督の佛田は特撮テレビドラマ『ジャイアントロボ』（1967年 - 1968年、NET系列）に登場するガンガーを思い浮かべたとのことで、そこから「CGでガンガーの現代版を作ろう」とイメージを膨らませていく格好となった[38]。この「巨大な手」が与えるインパクトへのこだわりから、雲海から巨神テガソードが姿を現すシーンでは、本来剣の部分が前に出ている形状であるところを、あえて後ろへ折りたたむ形としている[38]。また、物語開始時点で正体不明かつ、神秘性を帯びた存在として描かれていることから、エジプトやそちらの方面を思わせる文様が施されるなど、本体のテクスチャーにもそうした要素が分かりやすく表現されている[38]。
- ロボ形態のスーツは、近年の戦隊ロボの中でキシリュウオー（『騎士竜戦隊リュウソウジャー』）が一番動けるロボであったことから、あれを目指したところがあると佛田は語っており、第1話から躍動感あふれるアクションが披露された[38]。各形態は意匠部分の交換で対応している[37]。

テガソードレッド
巨神テガソードがテガソードレッドリングの力を得た、バランス戦闘型の赤いテガソード。固有音声は「掴め！切り裂け！レッド！掴め！切り裂け！レッド！テガソードレッド！」。吠が頭部のテガソードレッドリングにリングインする。吠の荒々しいファイトスタイルを真似、右手のテガソードソードを振り回して鋭い攻撃で戦う。相手の視界を平手で防ぎながらパームクラッシュを繰り出し、攻撃を勢いよくエネルギーを出すソウルブースターでくぐり抜けながら飛び上がり、リングの上空から反撃可能。テガソード・合斗狼ブレイカー（）が必殺技。
- 背中の羽は用途に応じてアップ用、アクション用、超アクション用を交換可能。目と胸に電飾ギミックが搭載されており、3段階に光量を調節可能なほか、発光色を切り替えられる。

腕だけトッキュウオーのテガソードレッド
真白がトッキュウジャーのユニバース指輪と5つの俺様リングを使って、テガソードレッドの両腕をトッキュウオーの両腕に換装させた姿。フミキリケン烈車スラッシュが必殺技。

テガソードイエロー
巨神テガソードが、テガソードイエローリングの力を得てティラノハンマー50と合体した、格闘強化型の黄色いテガソード。固有音声は「叩け！噛みつけ！イエロー！叩け！噛みつけ！イエロー！テガソードイエロー！」。竜儀が頭部のテガソードイエローリングにリングインする。竜儀のパワフルなファイトスタイルを真似、強烈なパンチを両腕の暴君拳（）で放つ。空高く殴り飛ばした相手の全身をホールドして叩き落す大技・テガソードライバーがある。前に突き出した暴君拳から特大エネルギーを放つテガソード様・礼賛竜撃（）、暴君拳で掌底を放つテガソード様・礼賛竜掌（）が必殺技。
- 必殺技の描写について、佛田はアニメ化もされたプロレス超人のマンガに出てくる技がヒントになったと明らかにしており、合成ではなくオープンセットとワイヤーアクションの併用によって表現されている。

テガソードブルー
巨神テガソードが、テガソードブルーリングの力を得てレオンバスター50と合体した、銃撃強化型の青いテガソード。固有音声は「放て！吠えろ！ブルー！放て！吠えろ！ブルー！テガソードブルー！」。陸王が頭部のテガソードブルーリングにリングインする。陸王の銃撃メインのファイトスタイルを真似、雄叫びのようなショットを右腕のレオンバスター砲から繰り出す。素早い動きの相手も逃さず、高速連射で追い詰めたり、リング上の障害物を撃ち抜いて戦いに活用するトリッキーなショットも得意とする。流れ星のようにレオンバスター砲から一斉射撃を繰り出すテガソード・キラリ☆ライオン流星群（）が必殺技。
- レオンバスター砲の砲撃について、佛田は1970年代の巨大特撮ヒーローの必殺技が脳裏にあったと前置きしつつ、演出においても実際に曳光弾を撃ちまくることにこだわっているという。他方で、タテガミ状となっている砲の周囲が回転しての一斉射撃は、実際のプロップが回転するようにはできていないことから、逆に合成で回転させている。

テガソードグリーン
巨神テガソードが、テガソードグリーンリングの力を得てイーグルシューター50と合体した、飛行強化型の緑のテガソード。固有音声は「射貫け！最速！グリーン！射貫け！最速！グリーン！テガソードグリーン！」。禽次郎が頭部のテガソードグリーンリングにリングインする。禽次郎の自由奔放なファイトスタイルを真似、翼のように背中のバリアブルマントを使って戦う。禽次郎のナンバーワン視力を活用して空高く飛び、遠くの標的も捉え、高速の回し蹴りから鋭い斬撃を繰り出すスピーディーなキック技を得意とする。天空からキックの姿勢で急降下し、無数の矢を右脚から射るテガソード・キューピッドアローが必殺技。
- 「飛行強化型」という位置付けであるものの、いわゆる「板野サーカス」に代表されるような、空中戦で乱射されるミサイルを避けるなどといった活躍パターンをあえて排し、飛行シーンは場所移動で描写しつつ、右足にイーグルシューター50のアロー部分が付いているという特徴を活かす形で、直接のバトルは足技をメインとする形とされ、初登場回となる第5話では回し蹴りをしている。

テガソードブラック
巨神テガソードが、テガソードブラックリングの力を得てユニコーンドリル50と合体した、突進強化型の黒のテガソード。固有音声は「貫け！突進！ブラック！貫け！突進！ブラック！テガソードブラック！」。角乃が頭部のテガソードブラックリングにリングインする。角乃の冷静沈着なファイトスタイルを真似、騎士のようにユニコーンシールドとホーンドリルを使って戦う。相手のウイークポイントを防御しながら瞬時に見極め、一点突破の強力なカウンターを与えることが可能。また、変形したユニコーンシールドを脚部に合体すると、4足の突進モードとなり、機動力をブーストして戦うことが可能。ホーンドリルで全力で突進しながら一貫するテガソード・ファビュラスドリルが必殺技。

テガソードデカクロウ
巨神テガソードが、ウルフデカリバー50と合体した爪撃強化型の赤いテガソード。吠が頭部のテガソードレッドリングにリングインする。吠の猛々しいファイトスタイルを真似、相手を左腕のデカクロウで引き裂くように戦う。自分の得意なバトルフィールドへ相手を力ずくで引きずり込むことが可能。胸から伸びたチェーンで捕縛し、デカクロウで狼のオーラとともに貫くテガソード・紅狼バニッシャー（）が必殺技。
- テガソードレッドのスーツの左腕を換装し、頭部から胸部までを覆うアーマーを装着することで完成する。テガソードの右腕を模したパーツを背面に追加し、ソードを格納した状態の腕パーツを右腕に交換している。

テガソードブルーデカクロウ
テガソードブルーが、ウルフデカリバー50と合体した特殊なテガソード。テガソード・☆STAR☆ライオンデュエット（）が得意技。

テガソードホワイトバーン
テガソードレッドが、巨神グーデバーンとゴッドネス合体した親子合体フォーメーション。吠と真白が頭部のゴジュウジャーエンブレムを冠したゴジュウポーラーリングに同時にリングインし、超人神一体する。吠の反射神経と閃きに優れた直感的ファイトスタイルと、真白の技術と経験に裏打ちされた熟練の戦法を互いに真似、最大限に各々の強みを引き出して戦う。両手先端のフィンガーミサイルや、両肩のテガソードキャノンによる圧倒的な攻撃で、反撃の隙を敵に与えない。全身の火器を連動させて一斉に弾幕を射出するテガソード・ハートブレイカーが必殺技。
- グーデバーンのスーツをベースに、ホワイトバーン仕様に組み換えた手や肩、ヒザ、胸部を換装したテガソードのボディをそこに組み合わせ、新規造形の肩キャノンを載せて完成する。

テガソードアカツキ
巨神テガソードが、オルカブースター5050と合体した剣術特化型の侍のテガソード。固有音声は「切り込め！一閃！アカツキ！切り込め！一閃！アカツキ！テガソードアカツキ！降臨！」。吠が頭部のテガソードアカツキリングにリングインする。吠の勇ましいファイトスタイルを真似、赤月刀（）を構えて見得を切りながら大胆に戦う。静と動を兼ね備えた剣技で正確に敵の隙を見極め、次々と強烈な太刀を浴びせるほか、高く跳んで上空から斬りつけることも可能。戦場を照らす月光のような光を赤月光輪（）から放つ。満月を剣先で描いて一刀両断するテガソード・危羅吠スラッシュ（）が必殺技。
- ほかの5体とはロボットの雰囲気を分かりやすく変えるため、月を背負っているような形となった。

テガソードオリジン
『スーパー戦隊・ユニバース大戦 〜ナンバーワン戦隊ゴジュウジャー Episode 0〜』・劇場版に登場。テガソードがユニバース大戦で戦った際のフルパワー、人類を愛するエネルギーを解放した赤く身体を染め上げた姿。
- 本作品後半の商品展開として、『ユニバース大戦』に登場するテガソードの最強形態を考案することとなり、『百獣戦隊ガオレンジャー』（2001年 - 2002年）のガオゴッドのようなイメージで、その後の展開とワイルドゴジュウウルフを考えているうちに、劇場版に登場することとなった。

スペック
| 名称                       | 全高                            | 全幅   | 胸厚                                | 総重量  | スピード | 出力        | 初登場 |
| -------------------------- | ------------------------------- | ------ | ----------------------------------- | ------- | -------- | ----------- | ------ |
| テガソードレッド           | 55.0 m                          | 31.8 m | 24.3 m                              | 3,000 t | 350 km/h | 1,650万馬力 | 第1話  |
| テガソードイエロー         | - 53.3 m - （肩上まで60.0 m）   | 45.5 m | 28.0 m                              | 3,500 t | 300 km/h | 1,750万馬力 | 第2話  |
| テガソードブルー           | - 55.0 m - （肩上まで62.5 m）   | 44.0 m | 30.3 m                              | 3,300 t | 350 km/h | 1,650万馬力 | 第3話  |
| テガソードグリーン         | - 54.8 m - （肩上まで64.0 m）   | 98.7 m | 28.6 m                              | 3,200 t | 450 km/h | 1,600万馬力 | 第5話  |
| テガソードブラック         | 55.5 m                          | 31.8 m | - 23.3 m - （突進モード全長30.0 m） | 3,400 t | 400 km/h | 1,700万馬力 | 第6話  |
| テガソードデカクロウ       | 62.5 m                          | 40.2 m | 25.5 m                              | 3,500 t | 380 km/h | 1,750万馬力 | 第9話  |
| テガソードブルーデカクロウ | - 55.0 m - （頭上まで62.5 m）   | 49.7 m | 30.3 m                              | 3,700 t | 350 km/h | 1,850万馬力 | 第13話 |
| テガソードホワイトバーン   | - 52.7 m - （頭上まで62.5 m）   | 37.0 m | 35.6 m                              | 6,200 t | 300 km/h | 3,100万馬力 | 第19話 |
| テガソードアカツキ         | - 57.2 m - （輪の上まで71.3 m） | 31.8 m | 35.4 m                              | 3,700 t | 450 km/h | 1,850万馬力 | 第23話 |
| 名称                         | 全高   | 全幅   | 全長   | 重量  | 初登場 |
| ---------------------------- | ------ | ------ | ------ | ----- | ------ |
| ティラノハンマー50（巨大）   | 30.7 m | 12.7 m | 39.0 m | 500 t | 第2話  |
| レオンバスター50（巨大）     | 29.6 m | 20.3 m | 32.8 m | 300 t | 第3話  |
| イーグルシューター50（巨大） | 63.3 m | 15.5 m | 32.2 m | 200 t | 第5話  |
| ユニコーンドリル50（巨大）   | 23.3 m | 19.5 m | 59.3 m | 400 t | 第6話  |
| ウルフデカリバー50（巨大）   | 67.5 m | 16.0 m | 25.2 m | 500 t | 第9話  |
| オルカブースター5050（巨大） | 31.8 m | 34.1 m | 56.7 m | 700 t | 第23話 |

### 巨神グーデバーン
巨大グーデバーンが変形した、戦場をクールな拳で支配するシロクマの巨神。真白が頭部のゴジュウポーラーリングにリングインする。真白のボクシングを基盤としたファイトスタイルを真似、高速の冷気を纏ったパンチラッシュを得意技とする。大地を叩くことで、吹雪が周囲に発生し、相手が氷漬けになる。拳に変形し、激しく回転しながら突撃する絶対零度の俺様鉄拳!ブリザードクラッシャーが必殺技。
元々はテガジューンがテガソードと婚姻の儀式を行ったことで誕生した「破滅の王子テガナグール」であり、迷いを抱えて暴走していたが、真白によって氷解され、グーデバーンと彼から名付けられ、ともに行動することとなる。
- 頭部はゴジュウポーラーのセンタイリングが変形して顔になることから、ゴジュウポーラーとの共通意匠が多い[42]。

グーデバーン ベアックマ50
巨大化したベアックマ50とグーデバーンが合体した姿。

スペック
| 名称             | 全高   | 全幅   | 胸厚   | 総重量  | スピード | 出力        | 初登場 |
| ---------------- | ------ | ------ | ------ | ------- | -------- | ----------- | ------ |
| 巨神グーデバーン | 52.7 m | 29.0 m | 19.3 m | 3,200 t | 380 km/h | 1,600万馬力 | 第16話 |

## ノーワンワールド ブライダン
人間界をモデルに作られた謎の空間・ノーワンワールドに君臨するブライダン城を本拠地としている悪のウエディング集団。無数のビルが林立する大都市となっており、女王テガジューンが君臨する異世界で彼女に選ばれるべくその力を誇示し、彼女の命令で願いを叶えるセンタイリングを回収するために人間界に侵攻する。
人間界へ降り立つ際には、観覧車などの正円から出現する。
- 指輪がキーアイテムになることが前もって決まっていた中で、「それを作中で敵味方問わず誰もが欲している」という設定にしたいとの話が持ち上がったことから、ブライダンという組織についても指輪からの発想で「結婚」というモチーフが井上から提示された[19]。
- 昨今のシリーズでは「巨大戦がともすればオマケのように見えてしまう」というジレンマを抱えていた中で、専用のロボを操縦する敵幹部を登場させることで、「ロボに興味はないが敵幹部には興味がある」という人に視聴してもらおうということとなった[16]。
- 幹部は「結婚」がキャラクターデザインのテーマとなっている[5]。

テガジューン
ブライダンの女王。婿と指輪を欲している。テガソードと結婚することで破滅の王子を誕生させることが真の願い。自らの力を最大限に引き出し一体化する運命の乗り手を探しており、自分こそが運命の乗り手にふさわしいと示し、女王の寵愛を受けるためにノーワンワールドの住人はナンバーワンを目指している。
元は人間によってテガソードの世界を作るという神たる強大な力を模倣して造られたAIで、ブライダン、ノーワンやアーイーを創り出したが、自らを作り出した人間世界の方が不完全であると思い、人間世界を生成し直そうとする。

ファイヤキャンドル
ブライダンの幹部の1人である、ブライダン特攻隊長。「不敗のファイヤキャンドル」の異名を持つ。Mrs.スイートケークからは「キャンドルくん」と呼ばれている。赤を基調とした燕尾服のようなスーツを身につけており、右耳のイヤリングのアクセサリーを変化させた棍棒が武器。
直情的にして好戦的な性格だが、頭はそんなに良くない。その反面、仲間思いで部下からの人望も厚い。
不敗の異名を持っていたが、ゴジュウウルフに敗退したことで、彼をライバル視するようになる。
- 当初はもっとおバカな設定であったが、当初のイメージよりは頭がかなり良くなったという。

シンケンレッド
ファイヤキャンドルが一河緒乙から奪ったシンケンジャーのユニバース指輪と銀のテガソードでエンゲージした戦士。テガソードとの契約は交わしていない。
「塗装（ペイント）」の能力で、自身にショドウフォンで塗った色に応じた能力強化をもたらすことが可能。
- フィギュアの関係もあり、男のシンケンレッドを出さないと齟齬が生まれてしまうことから、先にファイヤキャンドルがエンゲージすることが決まったといい、単純なユニバース戦士のシステムにマンネリを感じていたため、敵がやることとなった。

スーパーシンケンレッド
シンケンレッド（ファイヤキャンドル）が絶対的な強い力が欲しいという願いに呼応して出現したオルカブースター5050により強化した強化形態。

邪道シンケンレッド
スーパーシンケンレッド（ファイヤキャンドル）がオルカブースター5050の強大な力を制御できずに自我を失って変貌した姿。シンケンマルとオルカブースター5050が武器。ゴジュウジャーにテガジューンがシンケンジャーのユニバース指輪から戦いの記憶をコピーして生成した腑破十臓と連携して襲い掛かった。その後、巨大化するがテガソードアカツキによって倒され、吠にシンケンジャーのユニバース指輪が渡り、ファイヤキャンドルも元の姿に戻った。

ブーケ
ブライダンの幹部の1人である、ブライダンテクニカル隊長。「慈愛のブーケ」の異名を持つ。ファイヤキャンドルからは「ブーケ嬢」と呼ばれている。ピンク色の髪型に白薔薇を散りばめたような紫を基調としたドレスを身につけている。2丁拳銃が武器。
基本的には他者に対しては物腰が低く丁寧な口調で接するが、モノローグや興奮した際は普通の口調になる。陸王に一目ぼれして彼のファン=リクオニストになるが、彼がゴジュウレオンであることは知らない。

Mr.シャイニングナイフ&Mrs.スイートケーク
ブライダンの幹部の1人である、ブライダン参謀隊長。お互いに愛が強すぎて融合してしまった2人で1人の幹部であり、左の銀色で髭を蓄えた方が「知略のMr.シャイニングナイフ」の異名を持つMr.シャイニングナイフで、右のパステルピンクで扇子を持っている方が「夢想のMrs.スイートケーク」の異名を持つMrs.スイートケークとなっている。角乃からは「半分こケーキ」（Mr.シャイニングナイフは「ナイフさん」）と呼ばれている。
2人の夫婦愛が頂点に達すると放つラブビッグウェーブで50メートルに巨大化できる能力を持つ。

クオン / 遠野 久光（）
吠と因縁がある契約者数ナンバーワンのAI企業「クオンAIコンツェルン」の若き社長。その正体はかつてノーワンワールドで生き別れになった吠の兄・久光。テガジューンの切り札であり、指輪の戦士たちと敵対し、闇の感情を吠に抱きながら執着する。
- 名前の由来は、「久遠（くおん）」から取ったもので、「自分を遠い昔になくしてしまったキャラクター」という意味となっている。

リングハンター・ガリュード
クオンがエンゲージするセンタイリングのハンター戦士。ユニバース指輪で指輪のパワーを実体化させて戦士を召喚・使役し、テガジューンで撃ち抜いた戦士をユニバース戦士に由来する武器アイテムに変換させて戦うことが可能。必殺技はテガジューンのトリガーを強く引いてエネルギーをチャージし、罰を相手に与えるジューンブラスト。
- 『機界戦隊ゼンカイジャー』（2021年 - 2022年）のステイシーザーや『暴太郎戦隊ドンブラザーズ』（2022年 - 2023年）のドンムラサメのようなライバルキャラクターを作りたいという気持ちになり、サメなどの悪い動物をモチーフにすることも考えられていたが、ヒーローにどうしても見えてしまうことから、アーティフィシャルな感じの動物を狩る人間で、狩人から名前を取った「ガリュード」ということとなった。漫画『チェンソーマン』の「銃の悪魔」のような銃を真正面に向けたものではテレビのコンプライアンス的に厳しかったため、横に付いたデザインとなった。
- 頭部はゴジュウジャーと同様にリングを模した形状となっており、X字にその上から切り裂かれて内部が露出しているようなデザインとなっている。

ノーワン怪人
元々はノーワンワールドに漂う、形を持たない不完全なAIだが、それぞれのNO.1特性とかみ合う何気ない願いを持つ人間を感じ取って、その人間を取り込むことで完全体として人間界にジェネレイティブ（生成）された、秀でた秘技を有するナンバーワン怪人。共通して腰にはNO.1ベルトをつけている。巨大化も可能。ただし、取り込もうとした人間が生成する寸前で息絶えると邪気と怨みにまみれたイレギュラーとなるが、それに近似する構成要素を持つノーワンに取り込まれることでノーワンとして安定する。
- 『快盗戦隊ルパンレンジャーVS警察戦隊パトレンジャー』（2018年 - 2019年）のギャングラー怪人のように指輪が怪人が埋め込まれているという設定にすると、ヒーロー側が怪人を自分の報酬のために倒す我欲で動き過ぎる人たちになってしまうという危惧があったことから、「ナンバーワン戦隊」からの連想で、『ビーロボカブタック』（1997年 - 1998年）のように何かのナンバーワンを毎回決め、『仮面ライダーBLACK RX』（1988年 - 1989年）のクライシス帝国のように毎回何かのナンバーワンを自称してのたまう設定となった。

アーイー
ブライダンの戦闘員で、ノーワン怪人の作戦遂行のために送り込まれるウエディング兵士。教会の鐘のような頭のベルメットが特徴で、赤いネクタイと黒いスーツを着込んだような模様が刻まれており、腰にはブライダンのシンボルが刻まれたエプロンを巻き付けている。基本的には銀色で「キーン！」としか喋らないが、ベルメットと腕章が金色の実力者もおりこちらは人語を話すことができ、小隊長のようなポジションを担っている。
シャンパンのボトルを模した武器・シャンバーンを武装し、ベルメットを鳴らしながら戦う。
- 実力者の名前はスーパー戦隊シリーズに関連するものがモチーフとなっている。

### ブライダンの装備・戦力
キングキャンデラー
ファイヤキャンドル専用のドレスガード。キャンデラックスソードという剣を装備しており、炎の剣技で戦う。
- 蝋燭をイメージしたロボであることから、「炎を用いる敵ロボ」という部分を印象付けるため、火炎放射が手から出たり、剣を燃やしている。作中で見せた両腕からの火炎放射、それに炎をまとったキャンデラックスソードは、いずれも実際の火を使っての演出とされ、発火用のホースを別パーツで隠せるようにするなど、スーツを製作する段階からそれを見越した仕込みもなされている。ジェルを塗った防火手袋をスーツアクターが付けたり、テガソードが攻撃を腕で受けるカットでは、耐火用のパーツに差し替えているほか、本番終了後すぐに消火している。また後者の撮影時には通常のものとは別に、ダミーで作った木製の剣が用いられており、その周囲に石綿を貼ってガソリンで燃やしている。

カレンデウス
ブーケ専用のドレスガード。カレンデショットとカレンダナイフという武器を装備しており、スピードに優れ、アクロバティックに戦う。

アイアイザー
ブーケによって設計・開発されたブライダンの量産型ロボ。識別用に花の名前とマークが付けられている。

### リングハンター・ガリュードの装備・戦力
テガジューン
リングハンター・ガリュードにエンゲージするための右手型ガントレッド銃。ブライダン女王テガジューンの力を宿しており、ユニバース戦士の召喚も可能。
- テガソードやグーデバーンと合わせて、「チョキなのでは?」という考察もあったが、松浦は「剣」のテガソードに対して、「銃」のテガジューンという考えであるという。指輪の物語であることから、ロボット同士を結婚させるために、ウェディングドレスのような白のカラーリングのライバルロボとなった。
- 撮影用プロップはアップ用とアクション用が用意されている。

変身
「エンゲージ！」の掛け声とともにセンタイリング テガジューンをテガジューンにセットして、待機音声が流れ、顔の前でクラップを1回、再度顔の前でクラップを2回、顔の右横でポンプアクションを1回した後にトリガーを押しながら左斜めにテガジューンで切ってバツを描くことで「ガリュード」の音声とともにリングハンター・ガリュードに変身する。
召喚
ユニバース指輪をテガジューンにセットして、顔の前でクラップを1回した後にトリガーを押すことで戦士を実体として召喚する。また、トリガーを押して実体化した戦士を撃ち抜くことでユニバース戦士に由来する武器アイテムに変換させる。
必殺技
トリガーを長押しすることで発動する。

ダークウルフデカリバー50（）
テガジューンがウルフデカリバー50をコピーしたリングハンター・ガリュードの武器。
- 撮影用プロップはアップ・アクション兼用のものが制作されている。

## 用語
ユニバース大戦
世界に破滅をもたらさんとする闇・厄災に立ち向かうため、あらゆるユニバースからスーパー戦隊のロボット・ユニバースロボが集結した戦いで、伝説の巨神・テガソードがすべてを終わらせた神話とされている。
- 第1話の撮影では、スーツのほかにスーパーミニプラやDXロボの玩具も使われており、上から撮ると足らない部分に写真をはめ込んでいる。

半世紀
佐織がオーナーを務める喫茶店。2階に吠が下宿している。建物は元々教会であったものをリノベーションしている。後に禽次郎も2階に引っ越してきた。
テガソードの里
竜儀が佐織に代わって店長になったことで、コンセプトカフェとして生まれ変わった半世紀。テガソード様オムライスが名物。後に禽次郎もアルバイトとして採用された。
店名は幼少期の竜儀がテガソードを知るきっかけとなった書物のタイトル「VILLAGE OF TEGASWORD」が由来となっている。

## キャスト

### レギュラー・準レギュラー
- 遠野吠 / ゴジュウウルフ - 冬野心央[4]
- 百夜陸王 / ゴジュウレオン - 鈴木秀脩[4]
- 暴神竜儀 / ゴジュウティラノ - 神田聖司[4]
- 猛原禽次郎 / ゴジュウイーグル - 松本仁[4]（1・3 - 26）
- 一河角乃 / ゴジュウユニコーン - 今森茉耶[4]（1・3 - 26）
- 熊手真白 / ゴジュウポーラー - 木村魁希[52]（16 - 26）
- クオン / リングハンター・ガリュード[46][注釈 4] - カルマ[53]（8 - 10・12 - 16・19・25）
- ファイヤキャンドル / シンケンレッド[注釈 5] - 三本木大輔[4]（1・2・4・6・8・9・11・14 - 16・18・20 - 23・25・26）
- ブーケ - まるぴ[4]（1 - 4・6・7・10 - 13・15 - 17・20 - 23・25・26）
- 飯島碧 - 湯田幸希[43]（1・2・7・10・14・17・21・22）
- 飯島佐織 - 中越典子[4]（1・2・4・10・14・16・17・21・22）

### 声の出演
- テガソード - 梶裕貴[4]（1・2・4・9・10・14 - 16・18・25）
- ベアックマ / グーデバーン - KENN[52]（16 - 19・21・22・24 - 26）
- テガジューン - ゆかな[54]（8・10・12・15 - 17・20・23）
- Mr.シャイニングナイフ - 杉田智和[4]（2・4・6 - 8・12 - 17・21 - 23・25）
- Mrs.スイートケーク - 上田麗奈[4]（2・4・6 - 8・12 - 17・21 - 23・25）
- バトルボイス - 駒田航（1 - 11・13・14・16 - 18・20 - 26）

### ゲスト
- 高梨嶺[注釈 6] - 神谷侑理愛（1・19）
- 幼少期の吠 - 市川臣（1・4・6・8）
- 店長 - 中澤功（1・16）
- 強盗 - 奥津裕也（1・16）
- ごろつき - 鈴木恒守（1）
- 男A - 谷風作（1）
- 堤なつめ / クワガタオージャー - 井内悠陽[4]（1・2）
- 老人 - 佐野啓（2）
- 老婦人 - 小田原さち（2）
- 中学生 - 川口和空（2）
- 猛原譲二[注釈 7] - 小林正樹（3・4・10・16）
- 熱海常夏 / ドンモモタロウ - 七瀬公[4]（3 - 6）
- 店主 - 福吉寿雄[21]（3）
- 老人 - 広瀬満[21]（3）
- 女の子 - 山口凰華[21]（3）
- 青年 - 宮地樹[21]（3）
- 桜庭 / リュウソウレッド - 大森寛人[4]（4）
- 猛原太志 - 瀬野一至（4）
- 猛原信二 - 竹森千人（4）
- 猛原房子 - 湊藤子（4）
- 陰山 - 中村旺太郎（4）
- 吠の父 - 松本博之（4・6）
- 吠の母 - 川村早織梨（4・6）
- 中学生のクオン[注釈 8] - 藤原聖（4・6・8）
- 幼い緒乙[注釈 9] - 希音（5・20）
- 男性1 - 河野通晃（5）
- 男性2 - 遼太郎（5）
- 男児 - 木下瑛太（5）
- 警察官 - 森博嗣（5）
- リセ（女性客A） - 河知莉聖（5）
- マコ（女性客B） - 西田真実子（5）
- くまモン - くまモン（熊本県PRキャラクター / 5）
- 往歳巡 / ティラノレンジャー - 上田堪大（7・8・10）
- 男性社員 - 若林秀敏（8）
- 女性社員 - ゆいかれん（8）
- 店長 - 郡司芹香（9）
- 客A - 西野夢菜（9）
- 客B - 高瀬理子（9）
- 食い逃げ客[55][注釈 10] - 寺本翔悟（9）
- 常連客 - 新虎幸明（10）
- 配達員 - 窪田将治（10）[20][56]
- 等々力凱亜 / ガオレッド - 中村優一（11・12）
- 瑠菜 - 星波（11・12）
- 川島 / バルイーグル - キャッチャー中澤（11）
- 岩下 / ジュウオウイーグル[注釈 11] - 橋渡竜馬（11）
- 家守召子 / レッドレーサー - 松田リマ（13・14）
- 老人 - 坂本あきら（13）
- 幼い竜儀 - 飯田晴瑠（14）
- 幼い召子 - 原口結衣（14）
- アナウンサー（声） - 武藤真子（14）
- 太陽 - 白髭善（17）
- 店長（ハチミツ店店長） - 八木優衣（19）
- ポスター女性 - 下園愛弓（19）
- ポスター男性A - 渡辺淳（19）
- ポスター男性B - 永徳（19）
- 一河緒乙 / シンケンレッド[注釈 12] - 桧山ありす（20・21）
- ギャル1 - うぬ（20）
- ギャル2 - 渡邉結衣（20）
- 少年の陸王 - 國島誠雅（21）
- 町内会員 - 石黒久也（21）
- 司会者 - 宮川智司（21）
- 客1 - 佐藤里帆（21）
- 客2 - 宗像輝人（21）
- 具島玲[注釈 13] - 馬場良馬[45][57]（21 - 23）
- 鳥飼翔 / レッドバスター - 鈴木浩文[58]（22）
- 晩堂深也 / ルパンレッド[注釈 14] - 高岩成二[33]（24・25）
- 晴渡一輝 / パトレン1号 - 寺坂頼我[33]（24・25）
- 教頭 - 村岡弘之[33]（24・25）
- 女生徒 - 榎本遥菜[33]（24）
- 生徒会副会長 - 小川愛依[33]（24）
- 生徒会書記 - 石橋直哉[33]（24）
- 晩堂美月 - ファンマユミ（25）
- 関本カズ - 関智一（26）

### スーツ・モーションアクター
オープニングクレジットでは、松浦の独断で役名も記載されている。
ゴジュウレオンのスーツアクターを務めた塚越靖誠は、本作品で初めてスーパー戦隊シリーズのレギュラーキャラクターを担当する。
ゴジュウティラノのスーツアクターを務めた榮男樹は、本作品で初めてスーパー戦隊シリーズにレギュラー参加する。
- ゴジュウウルフ[7] - 浅井宏輔
- ゴジュウレオン[13]、クワガタオージャー[59] - 塚越靖誠
- ゴジュウティラノ[14] - 榮男樹
- ゴジュウイーグル[18] - 寺本翔悟
- ゴジュウユニコーン[22] - 下園愛弓
- ゴジュウポーラー[23] - 中田裕士
- グーデバーン[23]、大獣神[4]、ブラック大獣神[42]、ユニバース大獣神[23] - 森博嗣
- テガソード[4] / テガソードホワイトバーン[23] - 藤田洋平
- リングハンター・ガリュード[23] - 齊藤謙也
- テガジューン[44][注釈 15] - 宮澤雪
- ドンモモタロウ[60]、バルイーグル[61]、Mr.シャイニングナイフ&Mrs.スイートケーク（8） - 竹内康博
- シンケンレッド（20話後半以降）[28] - 伊藤茂騎
- シンケンレッド（20話序盤）[28] - 蔦宗正人
- Mr.シャイニングナイフ&Mrs.スイートケーク[4] - 今井靖彦
- キングキャンデラー[4] - 草野伸介
- カレンデウス[4] - 手塚陸斗

## スタッフ
演出は『魔進戦隊キラメイジャー』『機界戦隊ゼンカイジャー』『暴太郎戦隊ドンブラザーズ』「仮面ライダーシリーズ」などを担当した田﨑竜太、プロデューサーは本作品が初プロデュース作品となる松浦大悟が担当する。松浦をチーフプロデューサーに起用したことについて、白倉伸一郎は周年作としてシリーズ全体を盛り立てつつ、あくまでもゴジュウジャーという新キャラクターを主軸にする舵取りの難しさに触れつつ、かつて自身がプロデュースを手掛けた『機界戦隊ゼンカイジャー』（2021年 - 2022年）や『暴太郎戦隊ドンブラザーズ』（2022年 - 2023年）で松浦と組んだ経験上、間違いなくそのバランス感覚を持っている人材であるとの確信を持っていると述べている。
脚本を手がける井上亜樹子は、過去に『仮面ライダーガッチャード』にて松浦との協働経験があり、その際非常に力のある方だとの思いを松浦が抱いたことからオファーされるに至った。「スーパー戦隊50周年」の節目の記念作になることは大前提だが、過去作品にも触れる場合、当時の戦士たちのその後を描いていた『海賊戦隊ゴーカイジャー』と同様の方向性になると同作品の二番煎じになるだけのため、メインライターも過去作の知識は必要ないと割り切って考えられるとともに、そうしたシリーズの歴史や特撮の既存知識などの「重い荷物」はこちらで引き受けるので、「とにかく良いキャラクターと良いセリフを書ける人がいい」という意図のもと、松浦も彼女に「新たに48作品の全レッドを井上が捏造すればいい」と説得したという。
作中音楽（劇伴）は、『ドクターX〜外科医・大門未知子〜』などを手掛けた沢田完が起用された。前出の井上の台本が上がってきた際に、田﨑が西部劇チックなニュアンスを感じ取ったとのことから、吠の性格も含めてマカロニウエスタンな雰囲気を演出として通底させたいという提案がなされており、そういった音楽を作れそうな作曲家を考えた際に沢田の名前が挙がったと松浦は述べている。
- 原作 - 八手三郎[4]
- 連載 - テレビマガジン、てれびくん
- Special Thanks - 石ノ森章太郎
- ゼネラルプロデューサー - 大川武宏（テレビ朝日）[4]
- プロデューサー - 芝高啓介（テレビ朝日）、松浦大悟（東映）、矢田晃一（東映エージエンシー）[4]
- 脚本 - 井上亜樹子[4]、樋口達人、當銘啓太
- 音楽 - 沢田完[4]
- 撮影 - 上赤寿一、蔵原これむつ、相葉実
- 照明 - 堀直之、柴田守、本田純一
- 録音 - 中山寿範
- 美術 - 田中涼
- 編集 - 若松広大
- スクリプター - 梅木望帆、國米美帆、高山秀子
- 助監督 - 谷本健晋（BOS-Entertainment）、田渕大倫、宮﨑駿、上窪貴一
- 制作担当 - 石切山義貴、中島義隆、持田一政、伊藤渉
- ラインプロデューサー - 伊場野高嗣
- モニター担当 - 瀬尾幸夫、矢野優希
- 撮影 - 蔵原これむつ（1・2）、加藤瞭一、竹尾明花（1 - 4）、井上陸（3 - ）
- 照明助手 - 稲嶺司（13 - 16）、柴田守（1 - 6・9・10・13 - 16・20 - 23・26）、鹿野克巳（1・2・7・8・11・12）、堀本奈穂（3 - 12・17 - ）、真嶋良人（17 - 19・24・25）
- 録音助手 - 加藤珠津季（1 - 4）、原明日香（5 - ）
- 助監督 - 宮﨑駿、田渕大倫、上窪貴一、田中祥利、相馬敢太、宮里盛誉、樋口大樹、森田優聖、池延快斗
- 装飾 - 塩満義幸・淀名和祐介・大前瑠美（東京美工）、高津装飾美術
- 美術助手 - 小林桜（1・2）、森下千愛（1・3 - ）、桑原良太（紀和美建）
- 装置 - 古賀琢麻（1 - 4・7 - 10・15・16・24・25）、石戸谷優（1・5・6・11・12・17 - 19・22・23・26）、小畠美羽（1）、大内楓弥（7 - 10・13・14・20・21）（紀和美建）
- ファイヤキャンドル ブーケ衣裳制作 - 怜二
- コックピット衣裳デザイン - 伊津野妙子
- 衣裳 - 齊藤美和（3・4）、栗田侑子（1 - 6）、松本羽生（5 - ）、榊原綸（東京衣裳）
- メイク - 榊原なつ実・加藤理那（サフェイスメイクオフィス）
- 折紙製作（3・6・7） - さくB
- キャラクター管理 - 佐藤藍・田山健、佐野凛音（20 - ）
- 造型 - レインボー造型企画、前澤まさる、吉川学
- 進行主任 - 喜多智彦、鈴木伊織、石切山義貴
- 制作進行 - 山﨑敦貴、塩﨑有葵、神田夏華
- 人形操演（16 - ） - 友松正人（16 - 21）、田川陽香（22 - ）、加藤埜明（16 - ）（人形劇団ひとみ座）
- 絵コンテ - 田中浩二、持田隼生、伊藤康洋
- 原稿担当 - 小嶋由武（5 - ）、佐々木智章
- 操演 - 橋本一輝（ライズ）
- MA - 薄井洋明、伊藤雄一郎（22 - ）
- 選曲 - 宮葉勝行
- 音響効果 - 桑原秀綱（SoundRound）
- 音響効果助手 - 福島景
- MAオペレーター - 伊藤雄一郎（1 - 12・15 - 21）、錦織真里（13・14）、佐宗息吹（22 - ）
- EED - 西田光憲（東映デジタルラボ）
- EED助手 - 大原駿也（東映デジタルラボ）
- 編集助手 - 佐々木翔、明日圭吾（20 - ）
- 仕上進行 - 中田紗耶加
- 技術運営 - 川崎秀彦・林和哉・川﨑堅斗
- 企画協力 - 企画者104
- 資料担当 - 松井大・神内大輝
- キャラクターデザイン - 篠原保・K-SuKe・久正人
- デザイン協力 - プレックス
- 日本映像クリエイティブ
  - 視覚効果 - 斉藤幸一、小松祐規（1 - 8）、長部恭平・柳原嘉宣・上田茂、磯田功介（1 - 8）、竹内大稀、勝又拓海（1・2）、西方寛人、今井昭克（1・2）、水本悠友・千田壱成・小林淳之介・八田充（1 - 8） / 高橋泰孝・武隈樹成・津田侑子（1・2・11 - ）、小池遥、足立麻沙子（1 - 25）、若林純（1・2）
- GlitterMagic.Co,Ltd.
  - ChiwinBas、Wanwisa Amm Polyiem、Chaiyaporn Riangngoen、Sathanee Dechapraphun、Noraphat Klaolamom、Chanakarn Chookleang（1・2・11）、Nattapat Wan gnai（11 - ）
- （株）特撮研究所
  - 撮影 - 岡本純平
  - Bキャメ - 鈴木啓造
  - 撮影助手 - 内田圭、小島洋輔・高橋優作・原伸也（1 - 14）、三輪一登（15 - 21）、小泉利巧（15 - ）、賀澤祐仁（1 - 21）、林隼太朗（22 - ）、守屋奏雅（7 - ）
  - 美術 - 松浦芳
  - 美術助手 - 鶴田智也・長谷川俊介・角田智人
  - 照明 - 山﨑豊
  - 照明助手 - 青木楓花（1 - 14）、我妻天湖（15 - ）、堀本奈穂（1 - 14・22 - ）
  - 操演 - 中山亨（7 - ）
  - 操演助手 - 高橋ひと美・河村有、高橋凛（1 - 6）、澤野翔貴
  - 操演（1 - 6）・特殊効果[注釈 16] - 和田宏之
  - 助監督 - 小串遼太郎・樋口大樹、宮本翔太（1 - 6）
  - 制作主任（1 - 14）→ 制作担当（15 - ） - 髙栁優一
  - 制作進行 - 関谷和隆（1 - 14）
  - キャラクター管理 - 横井豊
  - 制作応援 - 若山尚真・東泉采利・山本雄也（1 - 6）、荒川佳帆（1 - 6・22 - ）、岡部愛美（22 - ）
- VFX合成
  - VFXスーパーバイザー - 山本達也
  - ACT Designs,Inc. - 岡本直樹
  - AMBER VFX - 山本展敬・水嶋亜里香
  - 日本エフェクトセンター - 小柴浩・むとうゆうみ・塚本龍斗・龍之豪
  - ミックジャパン株式会社 - 泉昌人
  - 株式会社レイルズ - 小林雅士・岡本晃・出口達郎・松田和己・谷井一気・佐藤卓士・冨重茉日路・武智一輝・石井優樹
  - Tips - キムラケイサク
  - 岩谷和行・瀬川信康
- Live合成
  - 統括ディレクター - 遠藤眞一郎
- VPオペレーション - アイ・ペアーズ
  - プロデューサー - 伊藤衛
  - ディレクター - 田中克典・安居顯太朗・寺尾昂祐
  - UEオペレーター - 上田空浩・大塚伊織・藤澤みゆ
  - キーイングオペレーター - 花山幸輝
  - エンジニア - 佐藤直哉（なヲタ）・曽根貴了・斉藤伊織・原口陽色
- モデリング・アセット調整 - Lazaro Suarez
- ノーワンワールドマットアート - 田嶋秀樹（石森プロ）
- プロデューサー補 - 大黒友里恵・原島果歩（東映）
- AP - 石川歳一（テレビ朝日）、小笠原栞菜（東映エージエンシー）
- 制作デスク - 髙田彩可（1 - 4）、森尻美月、中村美月季（5 - ）、髙橋愛紗
- 取材担当 - 平林京子・脇山由子
- 編成 - 吉添智威・北見駿也（テレビ朝日）
- デジタル担当 - 渕勇二（テレビ朝日）、磯田ゆう・竹脇しをり
- 宣伝 - 森千明（テレビ朝日）
- インターネットデータ放送 - メディプレ
- アクション監督 - 福沢博文[4]
- 特撮監督 - 佛田洋[4]
- OP Director（16） - 宮﨑駿
- 監督 - 田﨑竜太[4]、山口恭平、渡辺勝也、加藤弘之、坂本浩一、谷本健晋（BOS-Entertainment）、中澤祥次郎
- 制作 - テレビ朝日、東映、東映エージエンシー

## 音楽
オープニング・テーマ
「WINNER!ゴジュウジャー!」（1 - 15・17 - 26）
作詩・作曲 - 玉屋2060% / 編曲・歌 - Wienners / 振付 - 彩木エリ
正式なオープニング・テーマとしては第2話から使用。第1話では挿入歌として使用され、キャストとスタッフのクレジットはエンディングに集約される形とされた。
- オープニング映像にダンスが入ることは当初から決まっており、「とにかく馬鹿みたいに楽しく踊れるようなダンスナンバー」がいいとの話が持ち上がったのを受け、松浦の提案で『秘密戦隊ゴレンジャー』（1975年 - 1977年）のオープニングのように男女混声ボーカルのWiennersが起用されることとなった。
- 親しみやすさを感じてもらうために、「獲ろうぜ」ではなく「獲ったれ」などできるだけ口語で人懐っこい言葉を選んでいる。作詩を手掛けた玉屋2060%は、自身の幼少期に触れていた『鳥人戦隊ジェットマン』や『恐竜戦隊ジュウレンジャー』の主題歌のように「ナンバーワン戦隊ゴジュウジャー」とタイトルをサビ回りに入れ、5人の色やキャラ名、ユニバースなど「子供心をくすぐるもの」「カッコいいワード」と思ったものを散りばめたという。

「YOU BE ONE WINNER」（16）
作詩 - マイクスギヤマ / 作曲 - 沢田完 / 編曲 - 亀山耕一郎 / 歌 - きただにひろし
第16話限定オープニングテーマ。オープニング映像もゴジュウポーラーをメインとした特別版として製作された。
第16 - 19・21 - 25話では挿入歌として使用された。

エンディング・テーマ「ビリビリBe-lie-ving」（1 - 14・16 - 26）
作詩 - 藤林聖子 / 作曲・編曲 - Mio Kimura、CO-Producer：C.J.、RuRu、0C / 歌 - 金子みゆ

挿入歌
「愛が正義」（2 - 11・13・14・16）
作詩 - 売野雅勇 / 作曲・編曲 - 渡部チェル / 歌 - 影山ヒロノブ
- 作詩を手掛けた売野は日本コロムビア側からの提案によるもので、過去にスーパー戦隊での担当作品である『光戦隊マスクマン』での繋がりから、歌唱担当も影山にオファーする運びとなった。

「テガソード讃歌」（2・16・18）
作詩 - 井上亜樹子 / 作曲・編曲 - 沢田完 / 歌 - ゴジュウティラノ / 暴神竜儀（神田聖司）
「野生のカン」（3・11・26）
作詩 - 及川眠子 / 作曲・編曲 - コモリタミノル / 歌 - ゴジュウレオン / 百夜陸王（鈴木秀脩） / 振付 - Smile紗季
「パーリーピーポー音頭」（4）
作詩・作曲・編曲 - Raizo.W / 歌 - ゴジュウイーグル / 猛原禽次郎（松本仁） / 振付 - Smile紗季
「面影」（オリジナルカラオケ）（5）
作詩 - 佐藤純弥 / 作曲・編曲 - 菊池俊輔
「真赤な太陽」（10）
作詩 - 吉岡治 / 作曲 - 原信夫 / 編曲 - 大西修 / 演奏 - 見砂直照と東京キューバン・ボーイズ
「響の調べ」（11・12）
作詩 - 磯谷佳江 / 作曲 - 柘植由秀 / 編曲 - 水口浩次 / 歌 - 瑠菜（星波）
「劇音楽《真夏の夜の夢》結婚行進曲」（15）
作曲 - フェリックス・メンデルスゾーン / 指揮 - ペーター・マーク / 演奏 - 東京交響楽団
「UniSisters」（20）
作詩・作曲・編曲 - フワリ / 歌 - ゴジュウユニコーン / 一河角乃（今森茉耶）
「影を連れて」（25・26）
作詩・作曲 - 高取ヒデアキ / 編曲 - 籠島裕昌  / 歌 - ゴジュウウルフ / 遠野吠（冬野心央） / 演奏 - ZETKI
「祝福のブライダンロード」（26）
作詩 - 藤林聖子 / 作曲・編曲 - 高木洋 / 歌 - ファイヤキャンドル（三本木大輔）、ブーケ（まるぴ）

## 制作
本作品では、全スーパー戦隊における最高最強の「ナンバーワン戦隊」を描くこと、そして歴代戦隊をモチーフとしたシリーズ作品が過去にも存在した中で、切り口を変えて50周年を盛り上げていくことが志向されている。東映側のプロデューサーを務める松浦大悟によれば、50周年だからといってその復習をしたいわけではなく、本作品を起点として未来の50年間を始めたいとの思いがあると述べている。
また、それまで5作品刻みの「作品数のカウント」としていたスーパー戦隊シリーズのアニバーサリーが、本作品より戦隊の数と合わせて「周年」とする形式へと変更されている。白倉伸一郎は、それまでの作品数のカウントによるアニバーサリーが、仮面ライダーシリーズの周年によるアニバーサリーにぶつけることで、「Wアニバーサリー」として両シリーズ合同でのイベントを打てるためであったと前置きしつつ、一方で仮面ライダーが独立してアニバーサリーを盛り上げている中、スーパー戦隊シリーズも仮面ライダーとのセットではなく独自に考えて盛り上げる必要があると、前述した形式への変更について説明している。

### ネーミング
名称については、「ゴジュウジャー」についてはかなり早い段階で決まっていたものの、実際の決定に至るまでには、ゴジュウを数字表記とした「50ジャー」とする案の他、冠タイトルも『パワーレンジャー』方式を導入して「スーパー戦隊：〜」といった具合に冠タイトルを統一する、さらには過去にシリーズの公式名称として使われていた「超世紀全戦隊」など、さまざまな案や候補が浮上していた。
最終的には「目立つ」こと、すなわち50作品もあるシリーズ作品の中で埋もれないことを考慮し、同時に『機動戦士ガンダム 水星の魔女』（2022年 - 2023年、毎日放送・TBS系列、サンライズ制作）のようにシリーズの幅を広げるネーミングにしようという方向性のもと、現在の形となった。本採用された冠タイトルである「ナンバーワン戦隊」について、松浦は前述した「本作品を起点として未来の50年間を始めたい」との思いから、その第1作目=No.1との意味合いを込めて提案したものであるといい、またナンバーワンをカタカナとした点については、後述の通りさまざまな冠タイトルを考えていく中で、カタカナとすることによって否が応でも目を引くという考えがあったことによるものである。

### ユニバース戦士について
いわゆる「アニバーサリー作品」である本作品では、歴代のスーパー戦隊のレッド戦士が「ユニバース戦士」として登場し、ゴジュウジャーは本作品における悪の組織「ブライダン」だけでなく、彼らユニバース戦士とも対決するという構図が展開される。
この歴代レッドを本作品に登場させるに当たって、松浦らが着目したのがスーパー戦隊における「追加戦士」である。すなわち、松浦らが考えるところのスーパー戦隊のミソにして、毎年登場するタイミングが大きな盛り上がりどころとなる追加戦士という形で、歴代レッドを印象的に描いていこうというのがユニバース戦士の立脚点であるが、そのためには歴代レッドを本作品におけるいちキャラクター、なおかつ個性の強いキャラクターとして考案する必要があった。そうした事情から、後の企画の進展につれて戦隊同士が「ライバル」であるという番組の輪郭が見えてきたのに伴い、歴代レッドの位置付けもまたゴジュウジャーと「対等な関係」が目指されるようになり、変身者の設定も脚本を手掛ける井上亜樹子の考案のもと、原典となった作品とはまったく異なる役柄にして、百癖くらいあるキャラクターとして作られている。
そこには、ユニバース戦士という存在を「かつて世界を救った偉大なるヒーロー」という扱いではなく今を生きるキャラクター、「『ゴジュウジャー』の世界観の中で生きる者たち」として描きたいという制作側の意図が含まれているとともに、本作品からスーパー戦隊に入ってきた視聴者にも本作品のキャラクターとしてまず好きになってもらった上で、各種サブスクリプションサービスで原典の作品に遡ってもらうなど、色々な視聴者の入口としての役割も期待されているという。

### 「ロボットもの」としての側面
また本作品では、スーパー戦隊シリーズの「ロボットもの」としての側面も重視されており、いわゆる巨大ロボに相当する「テガソード」が変身アイテムと一緒になっていることから、「1にも100にもテガソード」と言えるほどにロボを押しても不自然でない、全話を通してロボが物語の軸となる番組作りが目指されている。
松浦は、過去に自身が制作に携わった『仮面ライダーガッチャード』（2023年 - 2024年）にて得られた知見として、「仮面ライダーはとにかく「変身ベルト」が一番大事」であることに触れつつ、スーパー戦隊において変身ベルトに相当するものは何なのかということを、企画当初にバンダイとの販売アイテムに関する話し合いの中で改めて考え直そうということとなったと振り返っており、その際なりきり（変身）かロボットのどちらを押したいのかという点をバンダイ側に訊ねたところ、「スーパー戦隊が途切れなく続いてきたのはロボだからやはりロボを大事にしたい」という答えが返ってきたという。それを受けて東映側から提案されたのが、ロボを「スーパー戦隊におけるライダーベルト」にしようというものであった。
前述した番組作りの一環として挙げられるのが、大々的なオープン撮影による特撮パートであり、撮影初期にオープン撮影に時間を割いていた『特命戦隊ゴーバスターズ』（2012年 - 2013年）をさらに越える、およそ3週間の撮影期間を費やす形で10話分の特撮を一気に撮ったことを、特撮監督の佛田洋が明らかにしている。他方で、例年のフォーマット崩しを目的としているわけではないことから、従前までのシリーズ作品のような等身大のヒーロー戦から巨大ロボ戦という順番で進行する回も普通に存在するものの、その逆の順番で進行した第1話のように、前述したフォーマットがすべてではないという点も当初より明示されている。

## 放送日程
- サブタイトルは、毎回登場する戦隊の要素を入れて作られており、テロップではなく、画面内の小道具に見立てて表示されている[5]。

| 放送日         | 放送回 | サブタイトル                      | 登場怪人 | 脚本       | 監督       |
| -------------- | ------ | --------------------------------- | --- | ---------- | ---------- |
| 2025年02月16日 | 1      | 救世主ナンバーワン!               | - | 井上亜樹子 | 田﨑竜太   |
| 2月23日        | 2      | ブン捕れお宝！俺の獲物だ          | - トレジャーハントノーワン（声 - 松田健一郎） - カシオス・ベアー（声 - 井之上潤）                                                 | 井上亜樹子 | 田﨑竜太   |
| 3月02日        | 3      | 日本のドン！私が総理！            | - 人気者ノーワン（声 - 田中美央）                                                                                                 | 井上亜樹子 | 山口恭平   |
| 3月09日        | 4      | パーリィタイム☆夢見るじじい       | - パーリーピーポーノーワン（声 - 古川慎） - ミツタ・ファイブ（声 - 高岡香） - スター・ファイブ（声 - 駒田航）                     | 井上亜樹子 | 山口恭平   |
| 3月23日        | 5      | 取り戻せ魂!スミにおけないお節介   | - おせっかいノーワン（声 - 三宅健太） - マジ・ギレー（声 - 竹田雅則）                                                             | 井上亜樹子 | 渡辺勝也   |
| 3月30日        | 6      | 決戦! 常夏城の大冒険              | - デンジス・パーク（声 - 濱健人）                                                                                                 | 井上亜樹子 | 渡辺勝也   |
| 4月06日        | 7      | 心ときめけ! 結集、ゴジュウジャー! | - ときめきノーワン（声 - 緑川光） - マイク・ゴセイック（声 - 塩野潤二）                                                           | 井上亜樹子 | 加藤弘之   |
| 4月13日        | 8      | 正邪ゆらめく、指輪の狩人          | - | 井上亜樹子 | 加藤弘之   |
| 4月20日        | 9      | アンブレイカブル・ウルフ          | - | 井上亜樹子 | 田﨑竜太   |
| 4月27日        | 10     | イケイケドンドン! 昭和が来た!     | - 昭和ノーワン（声 - 島田敏） | 井上亜樹子 | 田﨑竜太   |
| 5月04日        | 11     | 解き放て野生! 野獣遣いが笛を吹く  | - 鬼ごっこノーワン（声 - 大畑伸太郎） - 鬼ノーワン                                                                                | 樋口達人   | 坂本浩一   |
| 5月11日        | 12     | 邪鬼、吼える!!                    | - 鬼ごっこノーワン（声 - 大畑伸太郎） - 鬼ノーワン                                                                                | 樋口達人   | 坂本浩一   |
| 5月18日        | 13     | 家政婦激走! 竜儀の流儀            | - マナーノーワン（声 - 大谷秀一郎） - チョウ・シンセー（声 - 武藤真子）                                                           | 井上亜樹子 | 谷本健晋   |
| 5月25日        | 14     | 神聖従者と、テガソード伝説!       | - | 井上亜樹子 | 谷本健晋   |
| 6月01日        | 15     | ストップ・ザ・ジューンブライド    | - | 井上亜樹子 | 田﨑竜太   |
| 6月08日        | 16     | 真・救世主ナンバーワン!           | - トレジャーハントノーワン - パーリーピーポーノーワン                                                                             | 井上亜樹子 | 田﨑竜太   |
| 6月15日        | 17     | キラッと輝け! ナンバーワン運動会! | - 運動会ノーワン（声 - 浜添伸也） - ゴーグ・ルゴー（声 - 赤羽根健治）                                                             | 井上亜樹子 | 渡辺勝也   |
| 6月22日        | 18     | ミステリGP! 探偵は里にいる        | - ミステリノーワン（声 - 浜田賢二） - パット・カイザル                                                                            | 井上亜樹子 | 渡辺勝也   |
| 6月29日        | 19     | ふたつの心でホワイトバーン！      | - | 井上亜樹子 | 渡辺勝也   |
| 7月06日        | 20     | ギャルに真剣！緒乙はキャラ変!?    | - ギャルノーワン（声 - 北原沙弥香） - サーフ・メガ（声 - 狩野翔）                                                                 | 井上亜樹子 | 加藤弘之   |
| 7月13日        | 21     | 燃えるお祭り魂！テガソードSUMMER! | - お祭りノーワン（声 - 楠見尚己）                                                                                                 | 井上亜樹子 | 加藤弘之   |
| 7月20日        | 22     | おトク?迷惑?これが節約!           | - 節約ノーワン（声 - 長嶝高士）                                                                                                   | 井上亜樹子 | 中澤祥次郎 |
| 7月27日        | 23     | 孤独な超新星、覚醒ウルフ!         | - 腑破十臓 | 井上亜樹子 | 中澤祥次郎 |
| 8月03日        | 24     | 学園を騒がす快盗さ                | - 青春ノーワン（声 - 中野泰佑）（24話） - チャン・バラバ（演（歴史教師）、声 - 水野直）（24話） - ド根性ノーワン（声 - 間宮康弘） | 樋口達人   | 坂本浩一   |
| 8月10日        | 25     | ド根性警察、晴れ渡る!             | - 青春ノーワン（声 - 中野泰佑）（24話） - チャン・バラバ（演（歴史教師）、声 - 水野直）（24話） - ド根性ノーワン（声 - 間宮康弘） | 樋口達人   | 坂本浩一   |
| 8月17日        | 26     | 秘密に密着！遠野吠は新入社員      | - ハッテサ・ブロウ（声 - 関智一）                                                                                                 | 當銘啓太   | 谷本健晋   |

## 放送局・インターネット配信
地上波放送
| 放送期間        | 放送時間           | 放送局                                      | 対象地域       | 備考                     |
| --------------- | ------------------ | ------------------------------------------- | -------------- | ------------------------ |
| 2025年2月16日 - | 日曜 9:30 - 10:00  | テレビ朝日（制作局） ほか系列フルネット24局 | 日本国内       | 字幕放送・連動データ放送 |
| 2025年2月23日 - | 日曜 6:30 - 7:00   | 北日本放送                                  | 富山県         | 字幕放送                 |
| 2025年2月28日 - | 金曜 10:55 - 11:25 | 四国放送                                    | 徳島県         |                          |
|                 | 金曜 15:15 - 15:45 | さんいん中央テレビ                          | 島根県・鳥取県 |                          |
| 2025年3月1日 -  | 土曜 5:45 - 6:15   | 宮崎放送                                    | 宮崎県         |                          |
| 2025年3月2日 -  | 日曜 5:30 - 6:00   | 福井テレビ                                  | 福井県         |                          |
|                 | 日曜 5:35 - 6:05   | 山梨放送                                    | 山梨県         |                          |
|                 | 日曜 6:15 - 6:45   | テレビ高知                                  | 高知県         |                          |

配信元
| 配信期間        | 配信時間        | 配信サイト                                                       | 備考                                         |
| --------------- | --------------- | ---------------------------------------------------------------- | -------------------------------------------- |
| 2025年2月16日 - | 日曜 10:00 更新 | 東映特撮ファンクラブ TELASA                                      | 定額制による見放題見逃し配信                 |
|                 |                 | TVer ABEMA                                                       | 最新話の無料見逃し配信                       |
|                 |                 | YouTube （ゴジュウジャーちゃんねる【スーパー戦隊シリーズ公式】） | 1・2話のみ常設配信 3話以降は次話放送後に配信 |
| 2025年2月16日 - | 水曜 10:00 更新 | Amazon Prime Video                                               | 定額制による見放題見逃し配信                 |

## 他媒体展開

### 映画
『ナンバーワン戦隊ゴジュウジャー 復活のテガソード』
2025年7月25日公開。本作品の単独映画作品。公開時期にあたるテレビシリーズ第22話から第24話まで（本放送のみ）、同作品の映像がOPにて使用された。

### スピンオフドラマ
『ゴジュウジャー補ジュウ計画 ナンバーワン懺悔室』
2025年3月16日より東映特撮ファンクラブで配信。
キャスト
- 遠野吠 - 冬野心央（1 - 4・6 - 8・10 - 23）
- 百夜陸王 - 鈴木秀脩（1 - 4・6 - 23）
- 暴神竜儀 - 神田聖司（1 - 4・6 - 8・10 - 23）
- 猛原禽次郎 - 松本仁（1 - 4・6 - 23）
- 一河角乃 - 今森茉耶（1 - 4・6 - 23）
- 熊手真白 - 木村魁希（12 - 14・16 - 23）
- クオン - カルマ（5・21）
- ファイヤキャンドル - 三本木大輔（5・9・16・22・23）
- ブーケ - まるぴ（5・9・16・22・23）

スタッフ
- 原作 - 八手三郎
- Special Thanks - 石ノ森章太郎
- 脚本 - 八手三郎（1・13・19・20・23）、田倉まり（2・4・6・8 - 12・14 - 18・20 - 22）、本山航大（3・5・7）
- 音楽 - 沢田完、池田善哉、横関公太
- 撮影 - 加藤暸一
- 照明 - 柴田守
- 美術 - 田中涼
- 録音 - 中山寿範
- 編集 - 若松広大
- スクリプター - 高山秀子
- 助監督 - 田渕大倫
- 制作担当 - 伊藤渉
- ラインプロデューサー - 伊場野高嗣
- 制作プロダクション - 東映テレビ・プロダクション
- プロデューサー - 松浦大悟（東映）
- プロデューサー補 - 大黒友里恵・原島果歩（東映）
- 演出 - 谷本健晋（B.O.S-Entertainment）（1・14 - 18）、宮﨑駿（2 - 13・19 - 23）
- 製作 - 東映特撮ファンクラブ

| 話数  | サブタイトル                                | 配信日         |
| ----- | ------------------------------------------- | -------------- |
| No.1  | 第1 - 4話補ジュウ計画                       | 2025年 3月16日 |
| No.2  | 港区女子・角乃のプロ○ェッショナル仕事の流儀 | 3月23日        |
| No.3  | ゴジュウジャーショッピング計画              | 3月30日        |
| No.4  | ボイパからのラップバトル                    | 4月6日         |
| No.5  | Bar ブライダン                              | 4月13日        |
| No.6  | みんなde執事                                | 4月20日        |
| No.7  | 失われし時代 HEISEI                         | 4月27日        |
| No.8  | メニューにはない、だけどある!               | 5月4日         |
| No.9  | 懺悔ステーション                            | 5月11日        |
| No.10 | ゴジュウジャー格付けチェック                | 5月18日        |
| No.11 | あばれんぼっちゃま・暴神竜儀                | 5月25日        |
| No.12 | ナンバーワン戦隊ナンジュウジャー            | 6月1日         |
| No.13 | 番組は渡さねえ！                            | 6月8日         |
| No.14 | テガソードの里 運動会                       | 6月15日        |
| No.15 | 禽次郎少年の事件簿                          | 6月22日        |
| No.16 | 恋人にするなら誰?                           | 6月29日        |
| No.17 | ギャル戦隊・ゴジュウジャー                  | 7月6日         |
| No.18 | 竜子姐さんのお悩み懺悔室                    | 7月13日        |
| No.19 | みんなで節約!? Oh!懺悔室                    | 7月20日        |
| No.20 | 祝・映画ゴジュウジャー公開記念!             | 7月27日        |
| No.21 | 青春の懺悔室                                | 8月3日         |
| No.22 | 続・青春の懺悔室                            | 8月10日        |
| No.23 | ナンバーワン感謝祭                          | 8月17日        |

### Webムービー
『スーパー戦隊・ユニバース大戦 〜ナンバーワン戦隊ゴジュウジャー Episode 0〜』
2025年2月2日よりゴジュウジャーちゃんねる【スーパー戦隊シリーズ公式】で配信。テレビシリーズ第1話の前日譚が描かれている。
作中に登場する、歴代の戦隊ロボが破壊されているカットについては、ロボットものに深く傾倒している松浦の、「戦隊ロボたちのこれまでに見たことのない魅力や衝撃を伝えたいと」の考えから生まれたアイディアであり、『機動戦士ガンダムSEED』（2002年、毎日放送・TBS系列、サンライズ制作）のエンディングや『天空の城ラピュタ』（1986年、スタジオジブリ制作）に登場する苔だらけのロボット兵に代表されるような、壊れたり朽ちたロボットへの良さやロマンが最初の発想にあったという。
- ナレーター - 梶裕貴
- 特別協力 - 松浦大悟（東映）、小串遼太郎（特撮研究所）

『ナンバーワン戦隊ゴジュウジャー アニバーサリー討論会』
2025年2月9日より東映特撮YouTube Officialで配信。
声の出演
- 仮面ライダーディケイド - 井上正大『仮面ライダーディケイド』
- ゴーカイレッド - 小澤亮太『海賊戦隊ゴーカイジャー』
- ゼンカイザー - 駒木根葵汰『機界戦隊ゼンカイジャー』
- 仮面ライダーレジェンド - 永田聖一朗『仮面ライダーガッチャード』
- ゴジュウウルフ - 冬野心央
- ナレーション - 駒田航

スーツアクター
- 仮面ライダーディケイド - 中田裕士
- ゴーカイレッド - 森博嗣
- ゼンカイザー - 高田将司
- 仮面ライダーレジェンド - 縄田雄哉
- ゴジュウウルフ - 浅井宏輔

スタッフ
- 原作 - 八手三郎、石ノ森章太郎
- 脚本 - 八手三郎
- 企画・プロデュース - 松浦大悟（東映）
- 演出 - 谷本健晋（B.O.S-Entertainment）

『ナンバーワン戦隊ゴジュウジャー変身合体講座』
YouTubeゴジュウジャーちゃんねる【スーパー戦隊シリーズ公式】およびバンダイ公式チャンネルで2025年2月16日より配信の短編動画。ゴジュウジャーの変身方法とテガソードの合体方法を紹介。
| サブタイトル    | 配信日         |
| --------------- | -------------- |
| 変身合体講座(1) | 2025年 2月16日 |
| 変身合体講座(2) | 3月30日        |

### ネット番組
『ワンちゃんNo.1』
東映特撮ファンクラブ、およびテレビ朝日スーパーヒーロータイムチャンネルで2025年3月23日から配信しているバラエティ番組。「絶対に自分がナンバーワンになる!」という“自信がありそうなものを“キャストたちに聞き、実際に各自がゲームで対決する（熊手役の木村は第3試合から出演）。MCはフリーアナウンサーの宮島咲良。テレビ朝日スーパーヒーロータイムチャンネルではダイジェスト版を、東映特撮ファンクラブでは完全版を放送する。